# Opération Barkhane
Pour les articles homonymes, voir Barkhane.
Guerre du Mali et Guerre du Sahel
Batailles
- Tchibarakaten
- Ametettaï
- Tabankort
- Abeïbara
- Gourma-Rharous
- Foulsaré
- 1re Serma
- Tin Biden
- Inaghalawass
- Akabar
- Inabelbel
- Ndaki
- Farimaké
- 2e Serma
- Elakla
- Dialloubé
- Opération Tiésaba-Bourgou
- Gorom-Gorom
- Opération Aconit
- Fafa
- Opération Bourgou IV
- Eranga
- Wagadou
- Talahandak
- Boulikessi
- Niaki
- Opération Éclipse
- Dangarous
- Opération Laabingol

L'opération Barkhane est une opération militaire menée au Sahel et au Sahara par l'Armée française, avec une aide secondaire d'armées alliées, qui vise à lutter contre les groupes armés djihadistes dans toute la région du Sahel. Lancée le 1er août 2014, elle remplace les opérations Serval et Épervier.
Elle s'inscrit dans le cadre d'une stratégie des forces prépositionnées dans la région, en partenariat avec les États de la zone. Elle mobilise plusieurs milliers de soldats contre des groupes djihadistes affiliés à al-Qaïda ou à l'État islamique.
Le président de la République Emmanuel Macron annonce le 9 novembre 2022 la fin de l'opération.

## Contexte

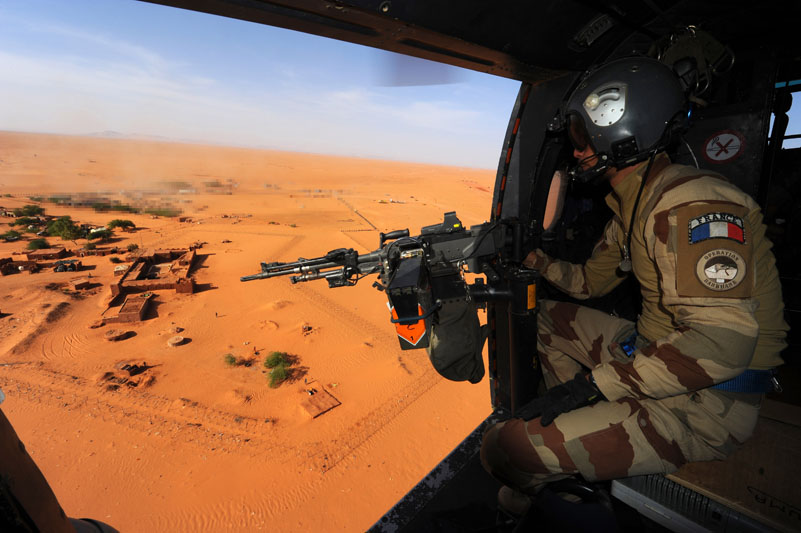
Un mitrailleur de l’ALAT avec l'écusson de l'opération Barkhane.

À la suite des opérations Serval et Épervier, l'Armée française continue sa lutte contre les groupes armés djihadistes salafistes dans toute la région du Sahel. Le 14 juillet 2014, le ministre de la Défense, Jean-Yves Le Drian, annonce que cette opération « se fait en partenariat avec les cinq pays de la zone sahélo-saharienne » (Mauritanie, Mali, Burkina Faso, Niger et Tchad), membres du G5 du Sahel.
Le poste de commandement interarmées de théâtre est basé à N'Djamena, au Tchad,.
Le 16 juillet 2014, Bah N'Daw, ministre malien de la Défense, et son homologue français Jean-Yves Le Drian signent un accord de défense franco-malien à Bamako. Selon le ministère français de la Défense, cet accord « identifie les principaux domaines de coopération de défense : échange d'informations et consultations régulières sur les problèmes sécuritaires, formation, conseil, entraînement et équipement »,.

## Forces en présence

### Armée française
Au commencement de l'opération Barkhane, les effectifs engagés sont les suivants : 3 000 militaires, 200 véhicules logistiques, 200 blindés, 4 drones, 6 avions de combat, une dizaine d’avions de transport et une vingtaine d’hélicoptères. Le nombre des effectifs augmente par la suite : début 2018, 4 500 sont mobilisés dans l'opération Barkhane.
En février 2020, les effectifs passent de 4 500 à 5 100 hommes,.
Commandement de l'opération Barkhane :
- Général de division Jean-Pierre Palasset, du 1er août 2014 au 31 juillet 2015[22] ;
- Général de division Patrick Brethous, du 1er août 2015 au 31 juillet 2016[23],[24] ;
- Général de division François-Xavier Le Pelletier de Woillemont, du 1er août 2016 au 28 juillet 2017[25].
- Général de division Bruno Guibert, du 28 juillet 2017 à fin juillet 2018[26].
- Général de division Frédéric Blachon, du 1er août 2018 au 26 juillet 2019[27],[28].
- Général de division Pascal Facon, du 26 juillet 2019 au 30 juillet 2020[29].
- Général de brigade Marc Conruyt, du 31 juillet 2020 au 28 juillet 2021[30],[31].
- Général de division Laurent Michon, du 28 juillet 2021[32] au 27 juillet 2022[33].
- Général de division Bruno Baratz, à partir du 27 juillet 2022[33].

Représentant du commandant de la force Barkhane au Mali :
- Général de brigade Francois de Lapresle, du 1er août 2014 au 1er janvier 2015 ;
- Général de brigade Jean-François Lafont-Rapnouil, depuis le 1er janvier 2016[34].

Le coût de l'opération Barkhane est d'environ 600 millions d'euros par an.

### Forces européennes intégrées à Barkhane
Au cours de l'année 2018, les troupes françaises de la force Barkhane reçoivent quelques renforts venus d'Europe. Ainsi en juillet 2018, le Royaume-Uni déploie au Mali trois hélicoptères CH-47 Chinook et 90 hommes de la Royal Air Force. Puis en août 2018, une cinquantaine de soldats estoniens sont déployés à leur tour à Gao,,,. Fin 2019, le Danemark envoie au Mali 70 militaires et deux hélicoptères Merlin, qui s'établissent également dans la base militaire de Gao. À la même période, le gouvernement estonien renforce sa présence au Mali avec 95 soldats. Début 2020, les gouvernements tchèque et suèdois valident l’envoi de respectivement 60 et 150 commandos.

### Soutien américain
Les États-Unis disposent de nombreux drones d'observation au Sahel et, selon France 24, ils fournissent environ 50 % du renseignement utilisé par les forces françaises dans cette zone.

### Groupes armés djihadistes
Les estimations sur le nombre de djihadistes actifs au Sahel vont de 300 à 3 000 combattants,. Début août 2014, Mélanie Matarese, journaliste pour Le Figaro écrit que selon « un proche des mouvements islamistes », Ansar Dine compte encore 800 hommes au Mali et AQMI, 700. En septembre 2014, Hannah Armstrong, chercheuse au New America's International Security Program, estime que 3 000 djihadistes sont actifs au Sahel.
En novembre et décembre 2015, Mathieu Olivier et Rémi Carayol, journalistes de Jeune Afrique, écrivent que selon la DGSE malienne, AQMI, en perte d'influence, ne compterait plus dans le Sahara que 200 combattants divisés en trois katiba,. À l'été 2016, une source militaire française de l'AFP indique que les forces islamistes dans le nord ne sont estimées qu'entre 200 et 400 hommes.
Quant à Al-Mourabitoune, il compte 300 hommes au moment de sa création selon Philippe Migaux, maître de conférence à Sciences Po Paris. Cependant le mouvement subit ensuite des pertes et d'après les services français de renseignements, il ne comptait plus qu'une centaine de combattants en mai 2014. Mais pour le journaliste mauritanien Lemine Ould Mohamed Salem, le groupe compte encore 500 à 600 hommes en mars 2015.
En 2019, l'AFP indique que « de source militaire française », les « groupes armés terroristes » comprendraient 2 000 combattants au Sahel, dont 1 000 à 1 400 au Mali.

## Bases de l'Armée française

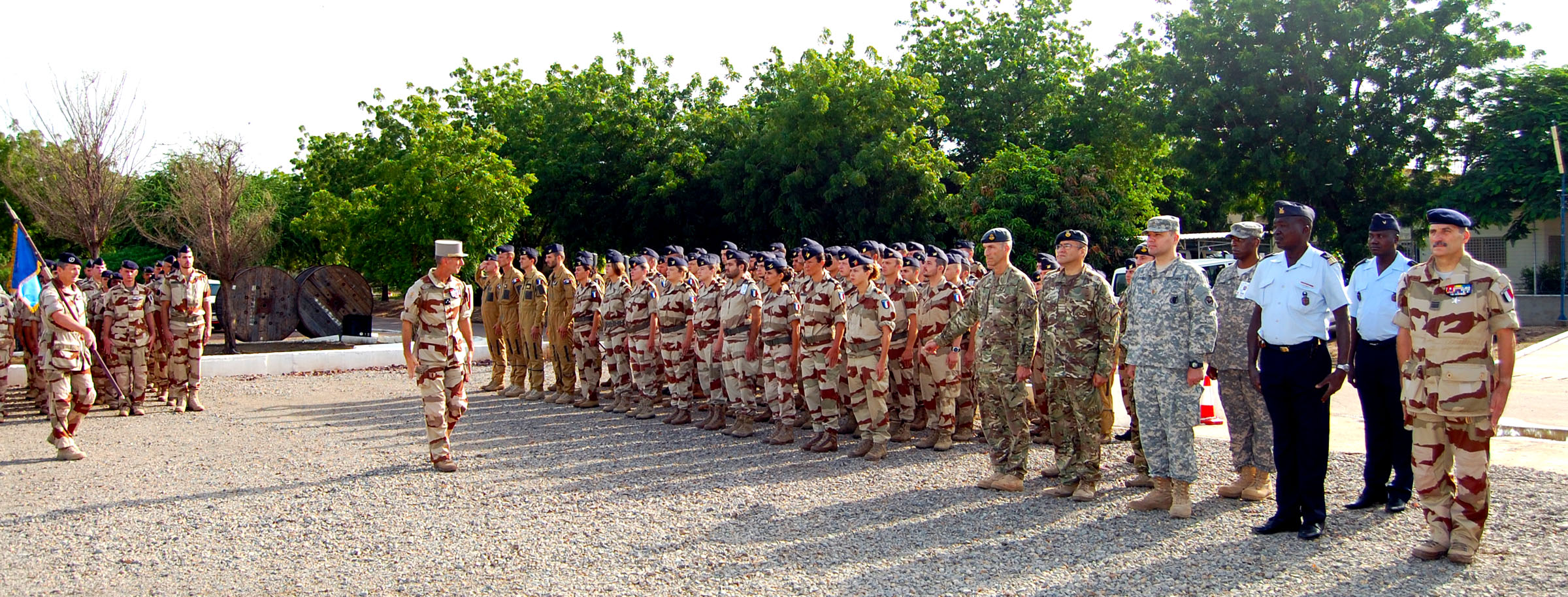
Le général Jean-Pierre Palasset passant en revue des troupes à N'Djamena, base de l'état-major de l'opération Barkhane.

### Bases principales
- N'Djaména (Tchad), base de l'état-major et des forces aériennes[48].
- Niamey (Niger), base d'un pôle de renseignement.
- Gao (Mali), base d'un GTIA de 1 000 soldats[49].
- Ouagadougou (Burkina Faso), site de stationnement des forces spéciales du COS.

### Bases opérationnelles avancées
En plus des bases principales, trois bases avancées temporaires sont également installées. Chacune accueille des petites unités de 30 à 50 hommes susceptibles de pouvoir accueillir une opération[réf. nécessaire].
- Tessalit (Mali).
- Fort de Madama (Niger).
- Faya-Largeau (Tchad).

### Bases arrière
- Dakar, éléments français au Sénégal.
- Abidjan, forces françaises en Côte d'Ivoire.
- Libreville, forces françaises au Gabon.

## La question de la Libye
Le 9 septembre 2014, le ministre français de la Défense Jean-Yves Le Drian déclare que la France doit « agir » en Libye : 

« Rappelons-nous ce que nous avons collectivement entrepris et réussi au Mali : une opération militaire de grande ampleur pour libérer ce pays de la menace djihadiste, et un processus politique démocratique. La dégradation de la situation sécuritaire en Libye pourrait entamer cet acquis. […] Le sud libyen est une sorte de 'hub' où les groupes terroristes viennent s'approvisionner, y compris en armes, et se réorganiser. […] Or la Libye est à la fois la porte de l'Europe et du Sahara. »

— Jean-Yves Le Drian, interview au Figaro le  septembre 2014
Il indique que l'opération Barkhane pourrait être amenée à monter vers la frontière libyenne,. La France estime que 300 hommes d'AQMI ou d'al-Mourabitoune sont présents dans le sud de la Libye et font passer des armes et des munitions au Mali en utilisant plusieurs pistes à travers le Niger ; la passe de Salvador, la passe de Tummo, située à la frontière libyenne ; la passe de Korizo, entre la région du Tibesti au Tchad et la Libye ; le plateau du Djado, situé dans le nord du Niger et les environs de Tazerzait, dans le massif de l'Aïr. Le Tchad, le Mali, la Mauritanie, le Burkina Faso et le Niger se déclarent favorables à une intervention militaire en Libye et le 19 décembre 2014, ils en appellent à l'OTAN. La France refuse cependant une « intervention militaire directe » de son armée, Jean-Yves Le Drian déclare en décembre « frapper sans solution de sortie politique est stérile. La Libye est indépendante ». Selon la journaliste Maryline Dumas, de Orient XXI, le gouvernement français serait cependant divisé entre le ministère de la Défense, favorable à une intervention militaire en Libye, et le ministère des Affaires étrangères, qui y serait opposé et le président français aurait finalement opté pour le deuxième choix.
Entre 2016 et 2019, les groupes djihadistes liés à al-Qaïda et à l'État islamique subissent un succession d'offensives des milices libyennes et sont affaiblis après de lourdes défaites lors de la bataille de Syrte, la bataille de Benghazi et la bataille de Derna.

## Déroulement des opérations militaires

### 2014

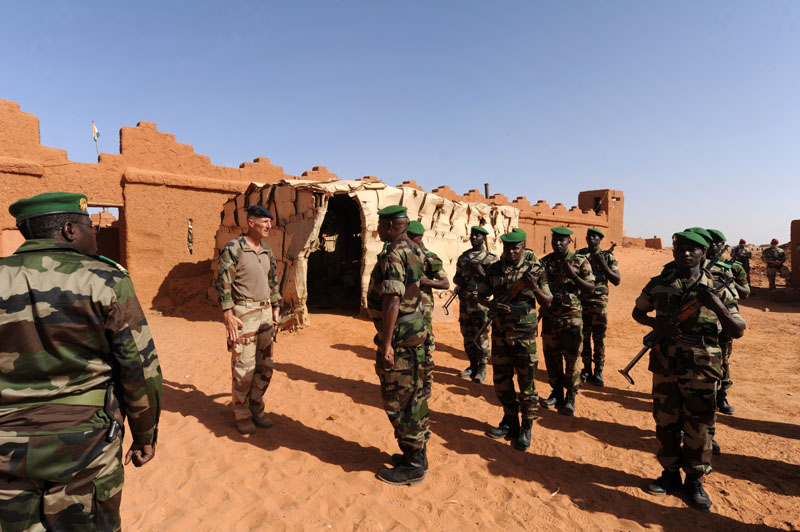
Visite du général de division Jean-Pierre Palasset au fort de Madama le 12 novembre 2014.

Le 10 août, trois ou quatre hommes d'AQMI sont arrêtés par des soldats français à Tin Adar près de Tombouctou. Le même jour, l'aviation française bombarde des djihadistes dans la région d'Essakane, près de Tombouctou,,.
La nuit du 9 au 10 octobre, un convoi d'AQMI transportant des armes de la Libye vers le Mali est intercepté par les Français au Niger. Trois tonnes d'armement sont détruites, 13 djihadistes tués et deux autres faits prisonniers.
La nuit du 17 au 18 octobre, lors d'une opération à Kidal, les Français arrêtent trois personnes suspectées d'être impliquées dans une attaque au mortier qui avait fait un mort et deux blessés chez les casques bleus sénégalais.

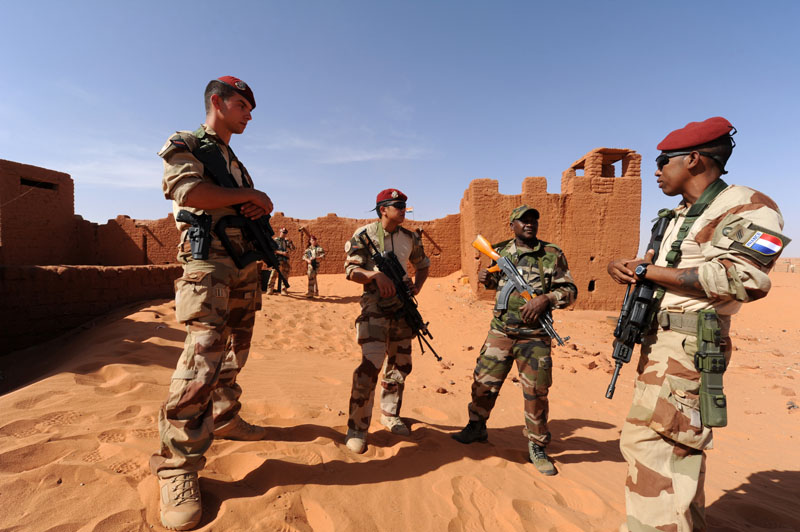
Militaires français et nigériens au fort de Madama le 12 novembre 2014.

La nuit du 28 au 29 octobre, les Français attaquent un campement d'une trentaine de djihadistes dans la vallée de l'Ametettaï, près de l'Adrar Tigharghar, 24 djihadistes sont tués, ainsi qu'un soldat français,,.
Le 29 novembre, un militaire français des forces spéciales est tué dans l'accident d'un hélicoptère Caracal au cours d'un vol d'entraînement au Burkina Faso.
Fin novembre, l'aviation française effectue plusieurs frappes dans l'Adrar Tigharghar qui détruisent quatre caches et sites de stationnement des groupes djihadistes.
La nuit du 10 au 11 décembre 2014, l'armée française attaque un groupe de djihadistes dans la région de Gao. Ces derniers perdent une dizaine d'hommes - 7 morts et 3 prisonniers - dont Ahmed al-Tilemsi, un des principaux chefs d'Al-Mourabitoune.

### 2015
La nuit du 30 au 31 janvier, les Français surprennent un petit convoi de djihadistes près d'Abeïbara. Le groupe est presque totalement détruit, les islamistes laissent douze morts et deux à trois prisonniers.
L'armée française affirme avoir mis hors de combat un groupe de djihadistes dans la région de Bouguessa, la nuit du 12 au 13 février.
Du 26 février au 26 mars, 770 soldats français ratissent à nouveau l'Adrar Tigharghar. Le 2 mars, ils ont un accrochage avec un groupe de huit à dix djihadistes. Quatre sont tués, les autres parviennent à s'enfuir. Un millier d'obus et des munitions sont également saisis et détruits,,.
Le matin du 6 avril 2015, lors d'une opération dans la région de Tessalit, très au nord du Mali, les forces spéciales françaises mènent une opération de sauvetage en coopération avec la DGSE et la DRM de l'otage néerlandais Sjaak Rijke et le délivrent. Deux djihadistes sont tués, deux autres faits prisonniers. L'otage néerlandais, qui effectuait un voyage d'agrément avec sa femme et 3 autres touristes, avait été enlevé à Tombouctou en novembre 2011, alors que les derniers touristes quittaient le pays. Sa femme avait pu se dissimuler, un touriste allemand avait été tué, alors que lui-même, le Sud-africain Stephen Malcolm et le suédois Johan Gustafsson s'étaient rendus aux preneurs d'otages,,,,,.
Du 7 au 14 avril 2015, les forces françaises et nigériennes mènent une opération dans l'extrême-nord du Niger, baptisée Kunuma II. Une opération aéroportée est effectuée pour la première fois depuis la prise de Tombouctou en février 2013, 90 parachutistes du 2e REP sautent près de la passe de Salvador. Deux sont blessés en arrivant au sol. Environ 50 Français du 1er RHP et 30 soldats nigériens participent également à l'opération et font mouvement pour rejoindre les légionnaires parachutistes. À une soixantaine de kilomètres de la passe de Salvador, dans le massif rocheux d’Emi Bouli, les Nigériens arrêtent trois Touaregs maliens suspectés d'être des djihadistes ou des trafiquants. Cependant pendant l'opération, la plupart des caches fouillées sont vides, les militaires ne découvrent que des fûts d'essence vides et des vivres,,,,,,,,.
Du 9 au 20 mai, une nouvelle opération est menée par les Français et les Nigériens dans la passe de Salvador et débute par une opération aéroportée. Le 14 mai, un convoi de deux pick-up est intercepté, les occupants tentent de passer en force et ouvrent le feu. Les Français répliquent, trois hommes armés sont tués et trois faits prisonniers. Une cargaison d'1,5 tonne de drogue, des armes et des moyens de communication sont saisis,.
L'armée française mène une opération à l'extrême nord-est du Mali la nuit du 17 au 18 mai 2015. Quatre djihadistes sont tués lors de l'affrontement, dont Hamada Ag Hama, dit « Abdelkrim al-Targui », chef d'une katiba d'AQMI et Ibrahim Ag Inawalen, dit « Bana », considéré par l'armée française comme le numéro 2 d'Ansar Dine,,,,.
Entre janvier 2013 et le 3 juillet 2015, les avions-ravitailleurs du 351st Expeditionary Aerial Refueling Squadron de l’USAF ont ravitaillé à 2 702 reprises des avions de combat français engagés dans l'opération Serval puis Barkhane soit une moyenne de 90 ravitaillements par mois. Ils délivraient près de 25 millions de livres de carburant au cours de 638 sorties depuis l'Angleterre ou l'Espagne, soit près de 5 sorties par semaine.
Le 5 juillet 2015, dans la région de Kidal, deux combattants d'AQMI sont capturés par les Français, un autre est tué : Mohammed Ali Ag Wadossene, impliqué dans l'enlèvement de l'otage français Serge Lazarevic. Il avait été relâché en décembre 2014 en échange de la libération de ce dernier. Les soldats des forces spéciales françaises comptent également deux blessés,,.
Le 27 août 2015, un soldat français est tué accidentellement à Gao d'un tir fratricide,.
Vers la mi-octobre, un chef d'Ansar Dine et ancien commandant de l'armée malienne, Esse Ag Warakoule, est tué par les Français près de la frontière algérienne.
De fin octobre à fin novembre, 1 000 soldats français principalement du 2ème RIMa et du RICM mènent l'opération Vignemale dans le nord du Mali et du Niger. Ils découvrent une vingtaine de caches d'armes, interceptent six pick-up et tuent deux djihadistes,.
Le 20 novembre 2015, au Mali « les forces spéciales françaises, en appui des forces maliennes, contribuent à la libération de 170 personnes prises en otage par deux terroristes dans l’hôtel Blu Radisson à Bamako. Les 'terroristes' sont tués et les otages libérés ».
La nuit du 25 au 26 novembre 2015, un soldat du CPA-10 meurt des suites de ses blessures, après avoir été touché par une mine anti-char le 13 octobre, près de Tessalit, lors d'une mission de reconnaissance.
La nuit du 19 au 20 décembre, l'armée française attaque un groupe de combattants près de Ménaka. Selon l'armée française une dizaine de djihadistes du groupe Al-Mourabitoune sont tués,. Cependant le 22 décembre, le MAA loyaliste, de la Plateforme pro-Bamako, affirme que l'attaque française a été menée contre ses forces à In Araben et que douze de ses hommes ont été tués,,,,,,.

### 2016

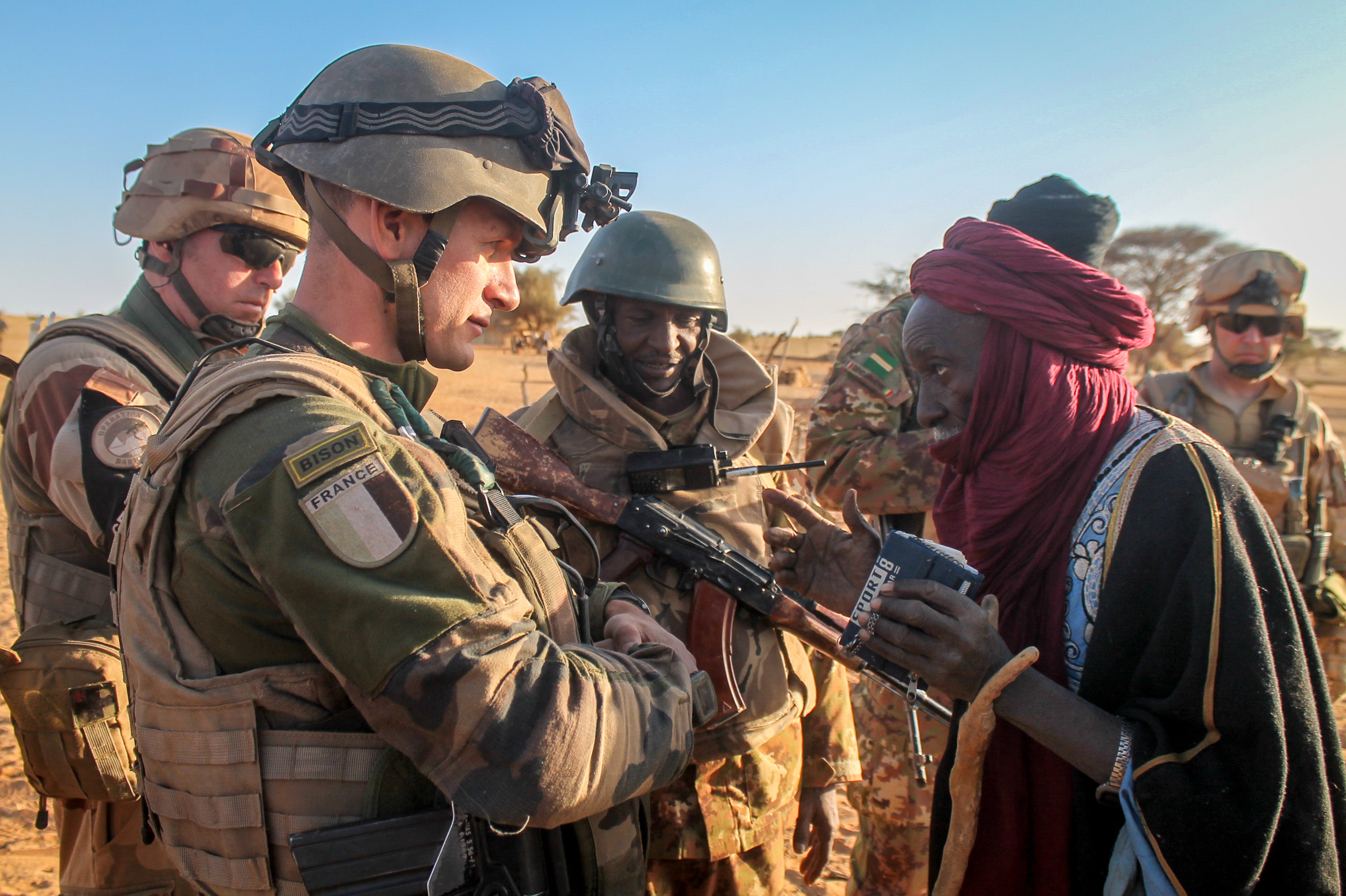
Des militaires français du régiment d'infanterie et des militaires maliens, le 17 mars 2016.

Venues du Mali, les forces spéciales de l'opération « Sabre » interviennent en appui des forces burkinabè lors des attentats de Ouagadougou, au Burkina Faso, le 15 janvier 2016. L'attaque, revendiquée par AQMI, fait 30 victimes et trois terroristes sont tués lors de l'assaut.
Fin février 2016, les Français mènent une opération près du puits d'al-Zuraybah, à 180 kilomètres au nord de Tombouctou, et tuent deux djihadistes : l'Espagnol Abou al Nour Andalousi, un chef d'AQMI au sein de la katiba al-Furqan, et un combattant égyptien nommé Marwan al-Masri. Un autre raid, cette fois au nord de Gao, vise également le chef saoudien Abu Dujana al Qasimi, porte-parole d'Al-Mourabitoune. Ce dernier survit à l'attaque, bien que deux autres djihadistes aient été tués,,.
Selon Sahara Medias, cinq djihadistes auraient été tués par les Français le 3 mars près de Boghassa.
Le 12 avril, un VAB saute sur une mine près de Tessalit, un soldat français du 511e régiment du train est tué sur le coup, trois autres sont blessés dont deux mortellement,. L'attaque est revendiquée par le groupe Ansar Dine.
Fin mai, l'armée française mène des opérations dans les régions de Kidal et Gao,. Dans un communiqué publié le 4 juin, AQMI reconnait la mort de quatre de ses hommes dans des combats contre les Français fin mai.
Le 4 novembre, un soldat français est mortellement blessé près d'Abeïbara par l'explosion d'une mine revendiquée par le groupe Ansar Dine,.
Le 30 novembre, un enfant touareg de 10 ans nommé Issouf Ag Mohamed est tué par des hélicoptères français près de Tigabatene, à une soixantaine de kilomètres de Tessalit. Son corps est ensuite enterré discrètement par des militaires. Accusée par des témoins, l'armée française reconnait sa responsabilité le 14 janvier 2017 et affirme que l'enfant faisait partie d'un réseau de guetteurs agissant pour le compte des groupes djihadistes. En revanche, pour Jeune Afrique, l'enfant avait été chargé par ses parents de rassembler les ânes pour aller chercher de l'eau,. Après une enquête interne, le ministère français de la Défense affirmera en décembre 2017 que l'enfant était un guetteur et Valérie Lecasble, la porte-parole du ministère des Armées, déclarera : « Le décès de ce mineur est regrettable, mais l’enquête n’a relevé aucune faute individuelle ou collective dans l’usage de la force. Les principes du droit des conflits armés ont été respectés »,.

### 2017

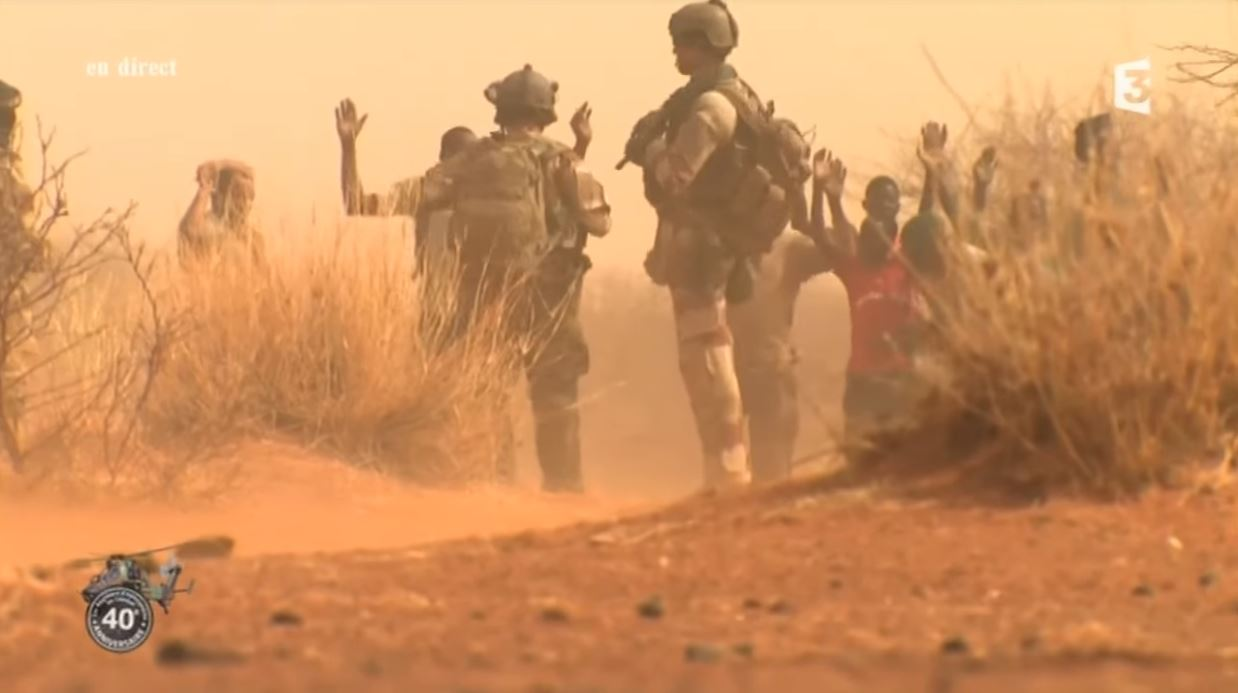
Des militaires français du Groupement de commandos de montagne, inspectant des voyageurs maliens au nord-est de Gao, en juin 2017.

La nuit du 12 au 13 février, un accrochage a lieu avec les djihadistes près de Boghassa. Puis dans la nuit du 19 au 20 février, à Tin Afaghout, toujours près de Boghassa, quatre ou cinq djihadistes sont tués ou capturés et six tonnes de munitions et d'explosifs sont récupérées,,. Selon des sources de RFI deux djihadistes tués étaient des enfants soldats.
Après la mort de 16 soldats nigériens lors d'une attaque à Tilwa, Barkhane déploie un détachement de liaison et d'assistance opérationnelle (DLAO) dans la région de Tillabéri, avec notamment 50 à 80 hommes des forces spéciales,.
Entre le 27 mars et le 10 avril, une opération baptisée « Panga » est menée par 1 300 soldats maliens, burkinabés et français dans la forêt de Fhero, à la frontière entre le Mali et le Burkina Faso. La zone est un sanctuaire des djihadistes d'Ansarul Islam dirigé par le prédicateur radical Ibrahim Malam Dicko. Le 5 avril, un véhicule léger français saute sur un engin explosif improvisé qui blesse deux hommes ; ils sont ensuite secourus par un détachement qui entreprend de fouiller la zone, mais ce dernier est pris à partie et un soldat est tué,,. L'attaque est revendiquée par le Groupe de soutien à l'islam et aux musulmans,. En douze jours de fouilles, deux djihadistes sont tués, huit faits prisonniers, et entre plusieurs dizaines et 200 suspects sont arrêtés,,.
Le 18 avril, le Groupe de soutien à l'islam et aux musulmans attaque Gourma-Rharous. Les djihadistes tuent cinq militaires maliens, s'emparent de pick-up et de matériel militaire, puis se replient. Mais ils sont interceptés peu après par les troupes françaises qui tuent une dizaine de leurs hommes. Le 29 et 30 avril, les forces françaises tuent ou capturent une vingtaine de djihadistes au sud-ouest de Gao, dans la forêt de Foulsaré, dans une opération où de l'armement, des munitions, des lance-roquettes et des composants destinés à la fabrication d'engins explosifs ont été découverts et détruits. Affaibli, Ibrahim Malam Dicko succombe probablement quelques jours plus tard,. Dans la nuit du 30 au 31 mai, l'armée française mène une nouvelle attaque dans la forêt de Serma et tue une vingtaine de djihadistes,
Le 1er juin, huit soldats français sont blessés, dont un grièvement, par des tirs de mortier sur le camp de Tombouctou,. Dans la nuit du 17 au 18 juin, un soldat français est tué accidentellement dans la région d'Almoustarat.
Le 10 juillet, les troupes françaises et maliennes mènent une attaque contre deux véhicules repérés au nord de Gao : une douzaine de djihadistes sont abattus et un autre est capturé,.
Dans la nuit du 23 au 24 octobre, l'armée française mène un raid contre un groupe de djihadistes à Tin Biden, près d'Abeïbara : elle revendique la mort de 15 djihadistes, mais le Groupe de soutien à l'islam et aux musulmans publie peu après un communiqué dans lequel il affirme que seulement trois de ses hommes sont morts, mais que onze soldats maliens retenus prisonniers ont été tués par les bombardements français, ce que l'armée française dément à son tour,.
Le 6 décembre, une attaque de Boko Haram est menée contre un détachement militaire dans la région de Bosso, au sud-est du Niger. Les forces nigériennes demandent alors un appui aérien à la Force Barkhane : trois chasseurs Mirage 2000 de Force Barkhane arrivent alors sur zone et effectuent deux frappes et une « démonstration de force » ; une vingtaine d'assaillants sont tués et les autres mis en fuite.

### 2018
Commandant de la force Barkhane de juillet 2017 à juillet 2018, le général Bruno Guibert, estimant que la principale faiblesse des forces françaises est leur prévisibilité, décide de privilégier les opérations longues, d'une durée parfois supérieure à un mois. Les Français commencent également à se doter de pick-up pour gagner en mobilité.
En 2018, l'armée française poursuit ses opérations et particulièrement dans le Liptako, aussi appelée la « zone des trois frontières », sur les limites du Mali, du Niger et du Burkina Faso,. Cette région est alors la principale zone d'action de l'État islamique dans le Grand Sahara, dirigé par Adnane Abou Walid al-Sahraoui. Au Mali, dans la région de Ménaka, les Français commencent alors à coopérer avec deux groupes armés locaux : le MSA et le GATIA. Les opérations contre les djihadistes se doublent cependant d'un conflit communautaire, le MSA et le GATIA étant principalement composés de Touaregs, tandis que les combattants de l'État islamique dans le Grand Sahara sont en majorité des Peuls. Mais en avril 2018, le général de division Bruno Guibert, déclare : « Lorsque je suis arrivé, voilà plus de huit mois, la zone Ansongo-Ménaka était à feu et à sang. On enregistrait une attaque par jour, la RN20 était interdite aux camionneurs et chaque convoi de la Minusma ou des FAMa était pris pour cible. Depuis que Barkhane est intervenu, d'abord seul, puis en coordination locale avec des groupes d'autodéfense, la situation a profondément changé, même si elle demeure fragile. Le secteur de Ménaka constitue d'ailleurs une sorte de laboratoire transposable ailleurs : on y voit patrouiller ensemble les FAMa, le MSA et la CMA ».
Le 11 janvier 2018, un convoi de l'armée française est attaqué par un kamikaze au volant d'un véhicule piégé qui se fait exploser près d'un VAB entre Idelimane et Ménaka : trois soldats sont blessés, dont un grièvement. L'attaque est revendiquée par l'État islamique dans le Grand Sahara.
Le 14 février, dans le nord de la région de Kidal, les Français attaquent un groupe de djihadistes dans l'oued d'Inaghalawass, entre Boghassa et Tinzawatène : 23 sont tués ou faits prisonniers, dont les chefs Abou Hassan al-Ansari et Malick Ag Wanasnat,.
Le 17 février, à une centaine de kilomètres à l'est de Gao, des notables d'un village sont assassinés par des hommes de l'État islamique dans le Grand Sahara ; des hélicoptères français mènent ensuite un raid au cours duquel une dizaine des djihadistes sont tués,,.
Le 21 février, un blindé français saute sur une mine entre Gao et Ménaka : deux soldats du 1er régiment de spahis sont tués et le chef de corps du régiment est blessé. L'attaque est revendiquée par le Groupe de soutien à l'islam et aux musulmans. Le lendemain, l'armée française débute des opérations près de la frontière nigérienne en coopération avec des combattants touaregs du GATIA et du MSA ; au moins six djihadistes de l'État islamique sont faits prisonniers la première journée,,. Adnane Abou Walid al-Sahraoui est ciblé, mais il parvient de peu à s'échapper. La zone est ratissée jusqu'au 25 février. Du 9 au 13 mars, l'armée française, l'armée malienne et les groupes touaregs mènent deux autres opérations dans la région, l'une au sud d'Idelimane et l'autre au sud de Ménaka : selon l'armée française trois campements logistiques sont découverts et une dizaine de djihadistes sont « neutralisés »,,. Le 15 mars, l'armée française affirme que 60 djihadistes ont été tués ou faits prisonniers en un mois,,.
Le 29 mars, un véhicule du GSIM est intercepté par les Français près du village de Tékroumé, au nord de Tombouctou : deux djihadistes sont tués, dont un chef, Saïd Dagdag dit Abdourahmane al-Maghrebi, et un autre est fait prisonnier,.
Le 28 mars dans la région de Ménaka, près de la frontière avec le Niger, une nouvelle opération est lancée par l'armée française, l'armée malienne, et deux groupes armés touaregs : le MSA et le GATIA. Le 1er avril, ces forces affrontent une soixantaine de combattants de l'État islamique dans le Grand Sahara près d'Akabar. Une trentaine de djihadistes trouvent la mort lors des combats.
Le 7 avril, cinq djihadistes sont abattus par les Français dans une opération d'opportunité à 120 kilomètres au nord de Tombouctou.
Dans la nuit du 13 au 14 juin, un chef et prédicateur du Groupe de soutien à l'islam et aux musulmans, Abou Mohamed Ag Sidi Moula, est tué par les Français à Tin Biden, à 70 kilomètres au nord-ouest de Kidal.
Le 22 juin, une quinzaine de djihadistes sont tués par les troupes françaises et maliennes à Inabelbel, au sud-est de Tombouctou.
Le 1er juillet, à Gao, un kamikaze au volant d'un véhicule piégé se fait exploser contre une patrouille franco-malienne près de la sortie de Bourem. Quatre civils maliens sont tués et 23 blessés, tandis que quatre soldats français sont également blessés et qu'un VBCI est endommagé,. L'attaque est revendiquée par le Groupe de soutien à l'islam et aux musulmans.
Dans la nuit du 1er au 2 août, un raid aurait été mené par les forces françaises contre un groupe de combattants arabes lemhars du Groupe de soutien à l'islam et aux musulmans dans la région d'Ersane, près de Tabankort. Le GSIM dément cependant qu'un de ses chefs, Hamama Ould Lekhoiyur, dit Hamza Al-Ansari, ait été tué.
Le 26 août, l'armée française mène une opération dans la région de Ménaka,. Deux Mirage 2000 effectuent une frappe aérienne, puis des commandos sont déployés au sol,. Mohamed Ag Almouner, un haut responsable de l'État islamique dans le Grand Sahara, est tué, ainsi qu'un membre de sa garde rapprochée, et deux civils — une femme et un adolescent,,.
Le 6 octobre, l'armée française, l'armée malienne et le MSA s'emparent d'une base de l'État islamique dans le Grand Sahara à Ikarfane, au Niger.
Le 16 octobre, un accrochage oppose les forces françaises et maliennes à une cinquantaine de djihadistes dans la région de Ndaki, à environ 200 kilomètres au sud-ouest de Gao,. Les djihadistes battent en retraite après avoir initialement opposé une résistance et abandonnent le terrain. Les Maliens comptent deux soldats blessés et un djihadiste est retrouvé mort, cependant l'armée française estime avoir infligé des pertes plus importantes et jugent que des morts et des blessés ont probablement été emportés par les insurgés au cours de la nuit,.
Dans la nuit du 17 au 18 octobre, un soldat français du 14e régiment d'infanterie et de soutien logistique parachutiste est tué accidentellement par l'explosion d'un pneu dans un atelier de la base de Gao.
Dans la nuit du 11 au 12 novembre, les Français tuent sept djihadistes dans la région du Gourma, entre Tombouctou et Gao, dont Al-Mansour Ag Alkassim, le chef d'une katiba du Groupe de soutien à l'islam et aux musulmans,,. D'après RFI, l'opération aurait été menée par des forces spéciales de la task force "Sabre" qui regroupe des soldats du Commandement des opérations spéciales (commandement des opérations spéciales). Le chef de la katiba Gourma , Almansour Ag Alkassam est vraisemblablement tué dans l'opération.
Dans la nuit du 22 au 23 novembre, après plusieurs mois de préparation, les forces françaises mènent une attaque contre un camp du Groupe de soutien à l'islam et aux musulmans près de Farimaké, où ils tuent 35 djihadistes. Les gouvernements maliens et français annoncent alors la mort d'Amadou Koufa, le chef de la katiba Macina. Mais le 28 février 2019, Amadou Koufa apparaît dans une vidéo réalisée par le Groupe de soutien à l'islam et aux musulmans et diffusée ensuite, dans laquelle il dément l'annonce de sa mort.
Dans la nuit du 8 au 9 décembre, un soldat français meurt dans un accident de la route dans la région d'Aguelal, au Niger.
Dans la nuit du 19 au 20 décembre, six djihadistes circulant à moto sont tués par une frappe aérienne près de la frontière entre le Mali et le Niger. Les 27 et 28 décembre, une quinzaine de djihadistes sont tués près de Tongo-Tongo lors d'une opération franco-nigérienne.
En février 2019, le général Frédéric Blachon, commandant en chef de la force Barkhane, déclare que « 2018 est l’année qui a le bilan le plus positif sur le plan militaire depuis 2014 ».

### 2019
Du 4 au 9 janvier, les forces françaises mènent une opération dans la forêt de Serma, près de la ville de Boni, au cours de laquelle une vingtaine de djihadistes sont tués ou faits prisonniers. Le 10 janvier, une quinzaine d'autres djihadistes sont tués dans des frappes aériennes françaises près de Dialloubé, dans la région de Mopti.
Le 13 février, deux Mirage français mènent des frappes dans la forêt de Garamoukaw, près du village de Kofel, dans la commune de Dialloubé, qui causent la mort d'une dizaine de djihadistes et permet la libération de deux otages maliens,,.
Le 21 février, les forces françaises interceptent trois véhicules au nord de Tombouctou. Onze djihadistes sont tués, dont Djamel Okacha, le numéro deux du Groupe de soutien à l'islam et aux musulmans et Abou Iyadh, le fondateur du groupe djihadiste tunisien Ansar al-Charia,,.
Le 23 février, une quinzaine de djihadistes sont tués par une frappe aérienne française près de Dialloubé, dans la région de Mopti.
Le 11 mars, un bivouac d'une quinzaine de blindés du 1er régiment d'infanterie de marine est attaqué à Abakar, au sud de Ménaka. Un véhicule-suicide est détruit par les militaires, puis une quinzaine de djihadistes à motos engagent une fusillade. L'attaque est repoussé, mais une quinzaine de soldats français sont blessés, dont deux sérieusement,,. L'attaque est revendiquée par l'État islamique dans le Grand Sahara,.
Début avril, estimant que la situation est stabilisée dans le Liptako, l'armée française redéploie une partie de ses forces dans la Gourma, au sud du fleuve Niger. Un nouveau camp est établi à Gossi,. Du 25 mars au 11 avril, 700 soldats français et 150 soldats maliens ratissent les forêts de Foulsaré et Serma, tuant ou capturant une trentaine de djihadistes. Mais le 2 avril, pendant l'opération, un VAB saute sur un engin explosif improvisé qui cause la mort du médecin capitaine Marc Laycuras et blesse un autre soldat,. L'attaque est revendiquée le 7 avril par le Groupe de soutien à l'islam et aux musulmans.
Dans la nuit du 9 au 10 mai, les forces spéciales de la Task Force Sabre attaquent un campement djihadiste près de Gorom-Gorom et délivrent quatre otages — deux Français, une Sud-Coréenne et une Américaine. Quatre djihadistes sont tués et deux s'enfuient lors de l'affrontement. Deux militaires français du Commando Hubert, les maîtres Alain Bertoncello et Cédric de Pierrepont, trouvent la mort lors de l'opération,,.
Le 8 juin, un détachement français détruit un véhicule entre Lerneb et Ras-el-Ma, dans la région de Tombouctou, tuant trois civils, dont un enfant,. L'armée française reconnaît sa responsabilité, mais affirme que le véhicule n'avait pas obtempéré aux tirs de sommation,,.
Les 13 et 14 juin, 18 djihadistes de État islamique dans le Grand Sahara sont tués et cinq autres faits prisonniers lors d'une attaque française menée dans la forêt d'Azambara, dans le cadre de l'opération Aconit,. Un hélicoptère Gazelle est cependant abattu et trois soldats sont blessés,.
Du 2 au 9 juillet, les commandos de montagne mènent une « patrouille profonde » dans le Gourma, au cours de laquelle deux djihadistes sont tués,. Le 17 juillet, neuf hommes de l'État islamique sont tués et deux autres faits prisonniers lors d'une opération française menée après une embuscade contre l'armée malienne près du village de Fafa, au sud d'Ansongo.
Le 22 juillet, un VBIED conduit par trois kamikazes explose à l'entrée de la base française de Gao. Au moins deux soldats français et cinq soldats estoniens sont blessés,.
Dans la nuit du 8 au 9 octobre, Ali Maychou, dit « Abou Abderrahmane Es-Sanhadji » ou « Abou Abderrahmane al-Maghrebi », le cadi du Groupe de soutien à l'islam et aux musulmans, est tué au Mali par les forces françaises,,,.
Le 17 octobre, les commandos français surprennent dans le Liptako un groupe de huit djihadistes de l'État islamique dans le Grand Sahara qui sont tous tués,.
Le 2 novembre, un véhicule assurant l'escorte d'un convoi entre Gao et Ménaka saute sur un IED à 20 kilomètres d'Indelimane, provoquant la mort d'un militaire français,,. L'attaque est revendiquée par l'État islamique.
Le 16 novembre, des commandos mènent une attaque contre un campement à environ 20 kilomètres au sud d'Indelimane : cinq djihadistes de l'État islamique sont tués et un militaire français est grièvement blessé lors du combat,.
Du 1er au 17 novembre, les Français et les forces du G5 Sahel mènent une opération dans les régions de Boulikessi, Déou et Boula, au Mali et au Burkina Faso, où 24 djihadistes sont tués ou faits prisonniers,.
Le 25 novembre, lors d'une opération dans la vallée d'Eranga, au sud d'Indelimane, un hélicoptère Tigre entre accidentellement en collision avec un hélicoptère Cougar, provoquant la mort de 13 soldats français,,,.
Le 9 décembre, dans le nord du Burkina Faso, une patrouille de chasseurs Mirage 2000 délivre quatre bombes sur un groupe de djihadistes rassemblés pour une attaque et tue une quinzaine de ces derniers.
Dans la nuit du 14 au 15 décembre, une dizaine de combattants de l'État islamique dans le Grand Sahara sont tués par des hélicoptères dans la région de Ménaka.
Le 19 décembre, les trois drones MQ-9 Reaper de la force Barkhane sont armés pour la première fois.
Dans la nuit du 20 au 21 décembre, les forces françaises mènent une opération contre un campement de la katiba Macina dans la forêt de Wagadou. L'attaque fait 40 morts du côté des djihadistes, tandis que deux gendarmes maliens retenus prisonniers sont délivrés,,.
Le 24 décembre, deux Mirage 2000D interviennent à Arbinda, au Burkina Faso, lors d'une attaque de l'État islamique dans le Grand Sahara en coopération avec un avion d'attaque au sol Super Tucano des forces aériennes burkinabé,.
Le 30 décembre, des commandos appuyés par des hélicoptères Gazelle et Tigre abattent six djihadistes dans la région de Mopti, au Mali, tandis que trois autres combattants sont tués par une frappe de drone Reaper,.

### 2020

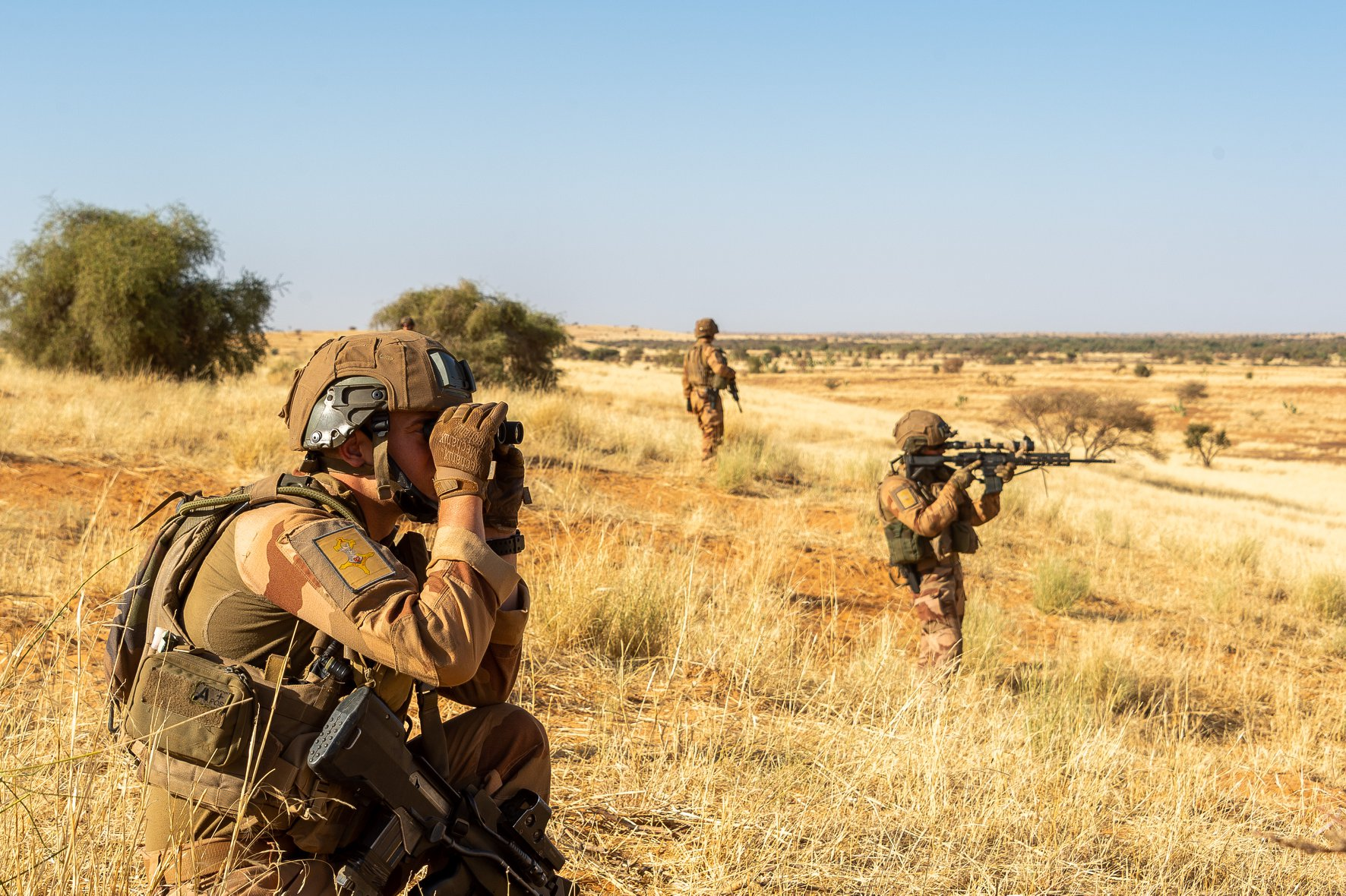
Militaires français au Sahel, en 2020.

Le 2 janvier, un millier de soldats français, maliens, burkinabés et nigériens lancent plusieurs opérations dans la zone des trois frontières. Dans la nuit du 4 au 5 janvier, une dizaine de djihadistes sont tués lors d'une frappe de Mirage 2000 suivie d'une opération héliportée dans la forêt de Serma,. Le 10 janvier, les commandos abattent trois djihadistes au nord de Mopti. Les 14 et 15 janvier, une trentaine de djihadistes sont mis hors de combat dans une opération héliportée menée par les commandos au sud de Mopti. Le 19 janvier, cinq hommes de l'État islamique sont abattus par un drone près de Tindinbawen, non loin de la frontière entre le Mali et Niger.
Dans la première semaine de février, les commandos mettent hors de combat une dizaine d'hommes de l'État islamique dans le Liptako lors de deux actions distinctes,. Les 6 et 7 février, une patrouille de Mirage 2000D, deux hélicoptères Tigre et Cougar et un drone Reaper mènent deux frappes contre un groupe de djihadistes dans l'ouest du Gourma et « neutralisent » une vingtaine d'entre-eux,. Le 8 février, une patrouille de Mirage 2000D et une patrouille d‘hélicoptère Tigre interviennent en soutien à un détachement malien tombé dans une embuscade près d'Hombori,. Les djihadistes prennent la fuite et l'un d'entre-eux est tué par un hélicoptère Tigre, les Maliens s'en tirent avec deux blessés. Un campement djihadiste est ensuite repéré entre Inebram et Betelou, à 25 kilomètres au sud-est de Gossi, non loin d'Hombori, et est ciblé le 12 février par des frappes de Mirage 2000 et des tirs d'hélicoptères qui tuent 14 combattants,,,.
Pendant ce temps, dans le nord-ouest de la région de Mopti, dans les environs de Nampala, des Mirage 2000D, des drones et des hélicoptères neutralisent une vingtaine de djihadistes, dont un chef de l'État islamique, les 9 et 10 février,. Puis, les 16 et 17 février, cette fois au sud de Mopti, des frappes aériennes, des tirs d’hélicoptères et un assaut héliporté mettent hors de combat une trentaine d'hommes de la katiba Macina,.
Les 19, 22 et 24 février, des Mirage 2000 et des drones mènent des frappes dans la région des trois frontières qui neutralisent une vingtaine d'hommes de l'État islamique selon l'armée française,.
Les légionnaires du 2e régiment étranger de parachutistes (2e REP) mènent également pendant un mois une opération dans l'ouest du Niger, aux côtés de l'armée nigérienne, au cours de laquelle ils tuent près d'une dizaine de djihadistes lors de trois actions les 21, 23 et 27 février,,,,.
Du 3 au 23 mars, 5 000 soldats de la force Barkhane et du G5 Sahel mènent une opération baptisée Monclar dans la région des trois frontières,. Des opérations aériennes sont menées les 4, 5 et 21 mars. Le 2 et 3 mars, plusieurs combattants de l'État islamique sont tués au dans la province d'Oudalan, au Burkina Faso,. Le 5, un campement djihadiste est bombardé par des Mirage 2000. Le 9, un pick-up est détruit par une frappe dans le nord du pays et plusieurs de ses occupants sont tués. Le 12 mars, au Niger, l'aviation française tue une vingtaine de djihadistes qui menaient une attaque contre l'armée nigérienne à Ayorou,. Au terme de l'opération Monclar, l'armée française revendique la « neutralisation d’un grand nombre de terroristes »,,.

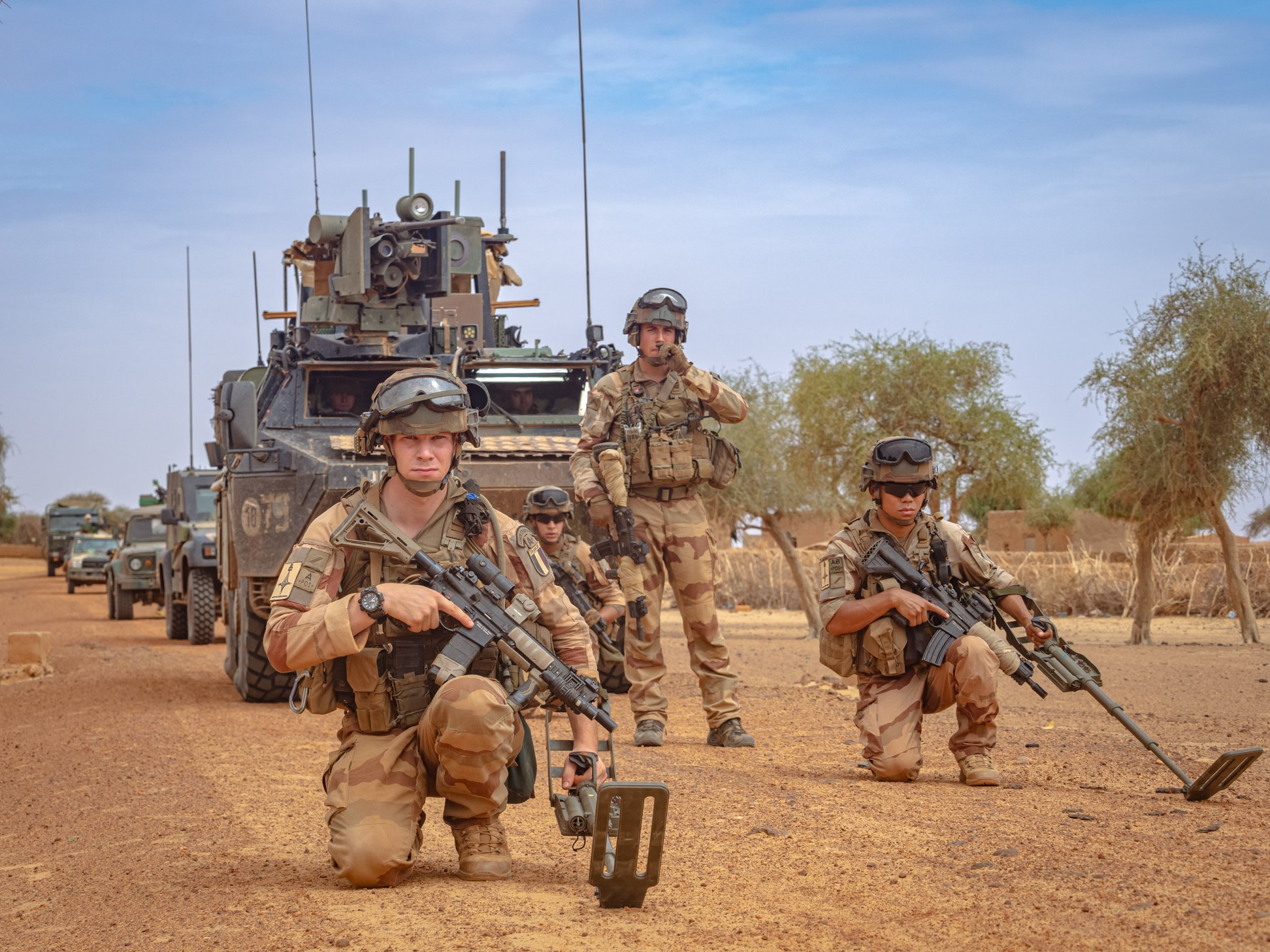
Sapeurs français du 2e régiment étranger de génie, au Niger, le 7 février 2020.

Les djihadistes subissent encore des pertes le 25 mars lors d'une frappe aérienne dans le Gourma malien, le 29 mars dans une opération aéroportée contre un campement dans le Liptako malien, le 1er avril par une frappe aérienne dans le Gourma, le 2 avril par une attaque des commandos près de Boulikessi, le 5 avril par des frappes aériennes en appi à des militaires nigériens attaqués à Banibangou, le 6 avril par une frappe aérienne près de la frontière entre le Mali et le Burkina Faso, le 7 avril par une frappe de drone près de Gossi, le 15 avril par une frappe aérienne dans le Liptako et le 2 mai dans un raid des commandos au sud-ouest de Gossi.
De leur côté, les légionnaires du groupement tactique désert (GTD) « Dragon » mènent plusieurs opérations dans la région des trois frontières. Le 19 avril, les légionnaires et des militaires maliens abattent plusieurs djihadistes dans le Gourma. Le 23 avril, d'autres djihadistes sont neutralisés mais un camion-citerne militaire de la force Barkhane est frappé par un engin explosif improvisé et deux militaires sont blessés, dont un mortellement,,. Le 4 mai, un légionnaire et deux djihadistes sont tués dans un affrontement à courte distance,.
Au Burkina Faso, l'armée française mène également des opérations au nord de Gorom-Gorom dans la nuit du 27 au 28 avril et le 4 mai.
Le 19 mai, Mohamed el-Mrabat, un cadre de l'État islamique, est fait prisonnier au nord de Gao.
Le 3 juin, Abdelmalek Droukdel, le chef d'Al-Qaïda au Maghreb islamique, est tué, ainsi que quatre de ses hommes, lors d'une opération héliportée française à Talahandak, à l'est de Tessalit,,.
Plusieurs combattants djihadistes sont tués ou capturés au cours d'autres opérations : les 13 et 14 juin dans le Gourma malien, le 22 juin dans le Liptako malien, et les 20, 22 et 28 juillet dans le Gourma malien.
En juin et juillet, les forces maliennes, soutenues par les troupes françaises, se réimplantent à Labbézanga, abandonnée depuis sept mois, où un nouveau fort est édifié,,.
Le 15 juillet, la force « Takuba », constituée d'une petite coalition de forces spéciales, est officiellement lancée,. Elle n'est alors constituée que 180 militaires français, estoniens, tchèques et suédois. L'Allemagne, la Belgique, le Danemark, l'Estonie, la Norvège, les Pays-Bas, le Portugal, la République tchèque, le Royaume-Uni et la Suède ont alors promis leur participation.
Le 23 juillet, un hussard parachutiste français est tué et deux autres sont blessés près de Gossi par l'explosion d'un véhicule suicide du Groupe de soutien à l'islam et aux musulmans,,.
Le 31 juillet, un soldat du 14e régiment d'infanterie et de soutien logistique parachutiste meurt accidentellement dans la base Kosseï, à N'Djaména, lors d'une intervention de maintenance sur un groupe frigorifique,.
Le 5 septembre, l'explosion d'un IED au passage d'un véhicule blindé dans la région de Tessalit cause la mort de deux hussards parachutistes et en blesse grièvement un troisième.
Les 30 et 31 octobre, les forces françaises lancent une opération près de Boulikessi et tuent entre 50 et 60 combattants d'Ansarul Islam,. Le 6 novembre, une dizaine de djihadistes sont neutralisés près de N'Tillit, dont deux sont faits prisonniers,. Le 10 novembre, un chef du GSIM, Ba Ag Moussa, est abattu avec quatre de ses hommes dans la région de Ménaka,. Le 12 novembre, une trentaine de djihadistes sont tués près de Niaki, dans l'est de la région de Mopti,. Le 17 novembre, des membres du GSIM sont encore neutralisés à Boulikessi alors qu’ils tentaient de tendre une embuscade à une patrouille composée de commandos parachutistes français et de soldats maliens.
Le 28 décembre, trois soldats du 1er régiment de chasseurs sont tués par l'explosion d'un engin explosif au passage de leur véhicule blindé léger près d'Hombori. L'attaque est revendiquée par le Groupe de soutien à l'islam et aux musulmans.
Le 7 février 2021 l'état-Major des Armées publie le bilan 2020 de l'opération Barkhane : 

Les 5 100 militaires, avec 3 drones, 7 avions de chasse, 21 hélicoptères, 280 véhicules blindés lourds, 400 véhicules logistiques et 220 véhicules blindés légers ont effectué 128 opérations de combat.

### 2021

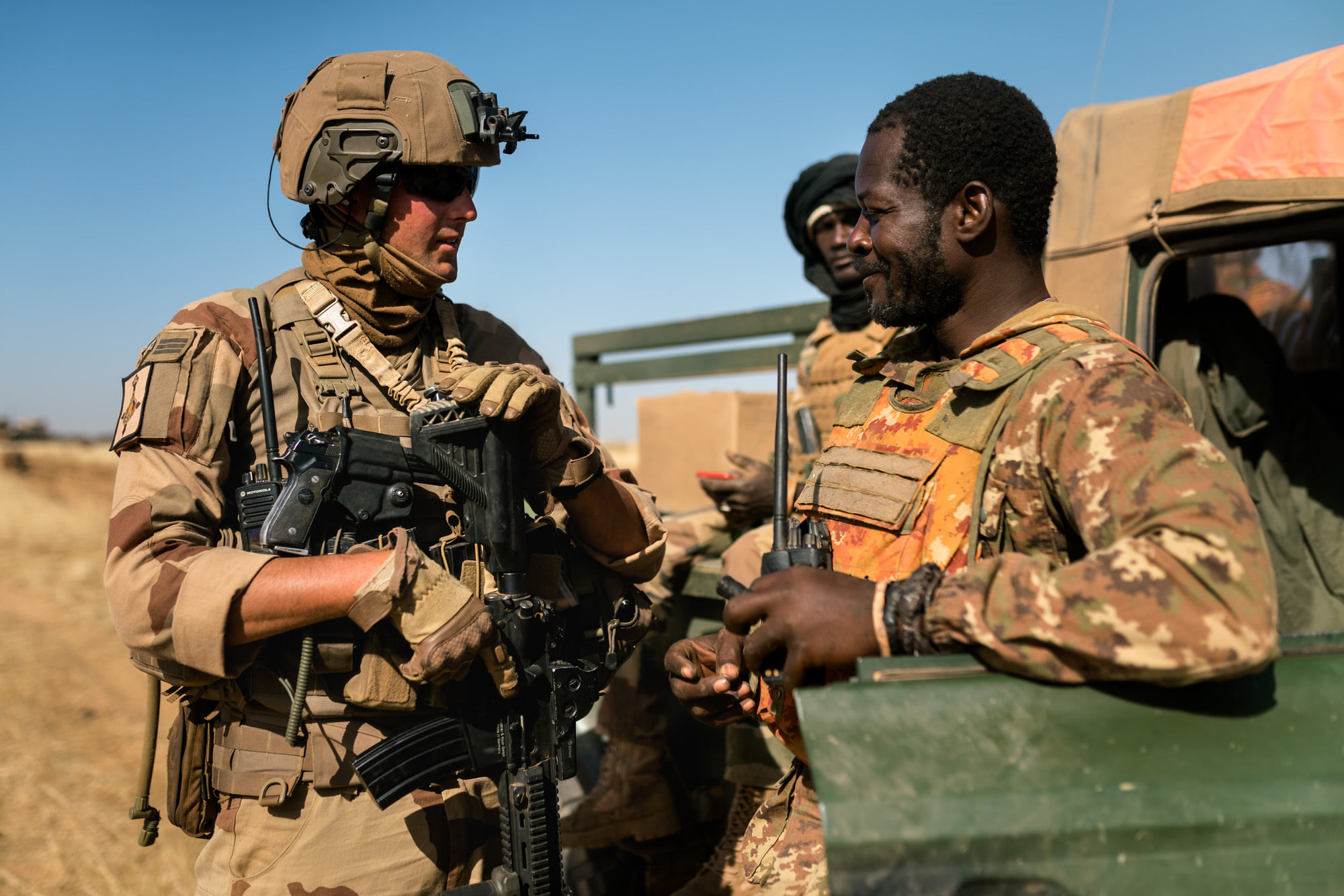
Militaires français et maliens, le 20 février 2021, lors de l'opération Éclipse.

Le samedi 2 janvier 2021, deux soldats du 2e régiment de hussards de Haguenau sont tués par l’explosion d’un engin explosif improvisé au passage de leur VBL. Ils étaient en patrouille de reconnaissance et renseignement au nord de Ménaka. Le sergent Yvonne Huynh est la première militaire française tuée au combat dans le cadre d'une opération extérieure. L'attaque est revendiquée par le Groupe de soutien à l'islam et aux musulmans.
Du 2 au 20 janvier, les forces françaises et maliennes mènent l'opération Éclipse dans le secteur des villes de Boulikessi et de Boni, ainsi que dans les forêts de Foulsaré et de Serma. Selon l'armée malienne, une centaine de djihadistes sont tués et une vingtaine d'autres capturés lors de cette offensive.
Pendant cette opération, le 3 janvier, l'aviation française bombarde un rassemblement près du village de Bounti, entre Douentza et Boni. Selon l'armée française, une quarantaine de djihadistes sont ciblés et une trentaine d'entre eux sont « neutralisés » par trois bombes larguées par deux avions de chasse Mirage 2000 accompagnés d'un drone MQ-9 Reaper. Cependant, l'association peule Tabital Pulaaku donne une autre version : selon elle les frappes ont fait 19 morts et toutes les victimes sont des hommes et des civils, pour la plupart âgés, venues assister à un mariage. Les blessés sont pris en charge par Médecins sans frontières. L'armée française maintient sa version qui est confirmée par le ministère malien de la Défense.
Après enquête, la division des droits de l'homme de la MINUSMA conclut dans un rapport publié le 30 mars que 22 personnes ont été tuées dans la frappe aérienne française (tous des hommes âgés de 23 à 71 ans), dont 19 civils et 3 djihadistes du GSIM. Elle affirme également être en mesure de « confirmer la tenue d'une célébration de mariage qui a rassemblé sur le lieu de la frappe une centaine de civils parmi lesquels se trouvaient cinq personnes armées, membres présumés de la Katiba Serma ». Le ministère des Armées maintient avoir visé un rassemblement de djihadistes clairement identifiés, critique les conditions de recueil des témoignages et se félicite que le rapport confirme qu'aucune femme ni enfant ne figurent parmi les victimes,.
Le 8 janvier 2021, également pendant l'opération Éclipse, un véhicule suicide tente d'attaquer un convoi militaire français. Alors qu'il se rapproche à vive allure un VBCI escortant le convoi se met sur sa route. Le kamikaze déclenche la charge explosive qu'il transporte blessant les six militaires français à bord. Trois d'entre eux sont rapatriés en métropole.
En réponse à l'opération Éclipse, le Groupe de soutien à l'islam et aux musulmans attaque Boulikessi et Mondoro le 24 janvier, puis Boni le 3 février, mais il est à chaque fois repoussé par les forces maliennes appuyées par l'aviation française,. Seize soldats maliens et environ 50 djihadistes sont tués lors de ces combats ,.
Le 5 juin, quatre combattants du GSIM sont tués par une frappe aérienne dans la région d'Aguel'hoc,. Parmi les morts figure Baye Ag Bakabo, chef du commando responsable de la mort des journalistes Ghislaine Dupont et Claude Verlon en 2013,.
Le 11 juin, un chef de l'EIGS, Dadi Ould Chouaïb, dit Abou Dardar, se rend aux forces françaises dans le Liptako. Ancien chef du MUJAO, il avait été capturé une première fois en 2014 et avait fait partie des djihadistes relâchés en octobre 2020 en échange de la libération de quatre otages.
Le 15 juin, un autre chef de l'EIGS, Almahmoud Ag Baye, dit Ikarey, est tué lors d'une embuscade contre les forces françaises et nigériennes au sud-ouest de Ménaka.
Le 16 juin, un combat a lieu à In Arabane, au sud-ouest de Ménaka,. Le bilan est d'un soldat nigérien tué, d'un autre blessé et de deux soldats français blessés, contre six djihadistes de l'EIGS tués et quelques autres capturés,,. Parmi les prisonniers figurent deux chefs : Sidi Ahmed Ould Mohammed, dit Katab al-Mauritani ou Rhissa al-Sahraoui et Dadi Ould Chouaib, dit Abou Dardar,. L'État islamique reconnait cinq morts dans ses rangs et nie l'arrestation de plusieurs de ses commandants.
Dans la nuit du 21 au 22 juillet, deux cadres de l'État islamique au Grand Sahara, Issa al-Sahraoui, « coordinateur logistique et financier de l'EIGS », et Abou Abderahmane al-Sahraoui, ancien membre du MUJAO et « chargé de prononcer des jugements », sont tués dans la région de Ménaka.
Le 16 septembre 2021, le président de la République française Emmanuel Macron et la ministre des Armées Florence Parly annoncent la mort d'Adnane Abou Walid al-Sahraoui, le chef de l'État islamique dans le Grand Sahara. Celui-ci avait été tué le 17 août avec une dizaine de ses hommes lors du combat de Dangarous, à l'est du Mali,.
Le 24 septembre 2021, des combats ont lieu à Ndaki, près de Gossi,. Plusieurs djihadistes y trouvent la mort, ainsi qu'un militaire français du 7e bataillon de chasseurs alpins : le caporal-chef Maxime Blasco, tireur d'élite au sein du groupement de commandos de montagne,. Celui-ci avait notamment été décoré de la croix de la Valeur militaire et de la médaille militaire, pour le sauvetage des deux membres d'équipage de l'hélicoptère Gazelle détruit pendant l'opération Aconit, le 14 juin 2019,.
Le 27 septembre, un groupe de djihadistes est repéré à 85 kilomètres au sud de Gossi, à une quarantaine de kilomètres du lieu de l'action du 24 septembre. Une dizaine d'entre eux sont tués par une frappe de drones et par des tirs d'hélicoptères Tigre.
Le 7 octobre 2021, l’État Major des armées annonce la mort d’Oumarou Mobo Modhi, un cadre d’Ansarul Islam, et de plusieurs de ses hommes lors d’une opération héliportée comprenant des commandos au sol, des hélicoptères Tigre ainsi qu’une patrouille de Mirage 2000, lesquels ont effectué une frappe. L’opération a eu lieu au sud-est d'Hombori, au Mali.
Début novembre, un groupe d'environ 40 djihadistes est attaqué au Niger par des forces aériennes françaises et 20 d'entre-eux sont tués,.

### 2022

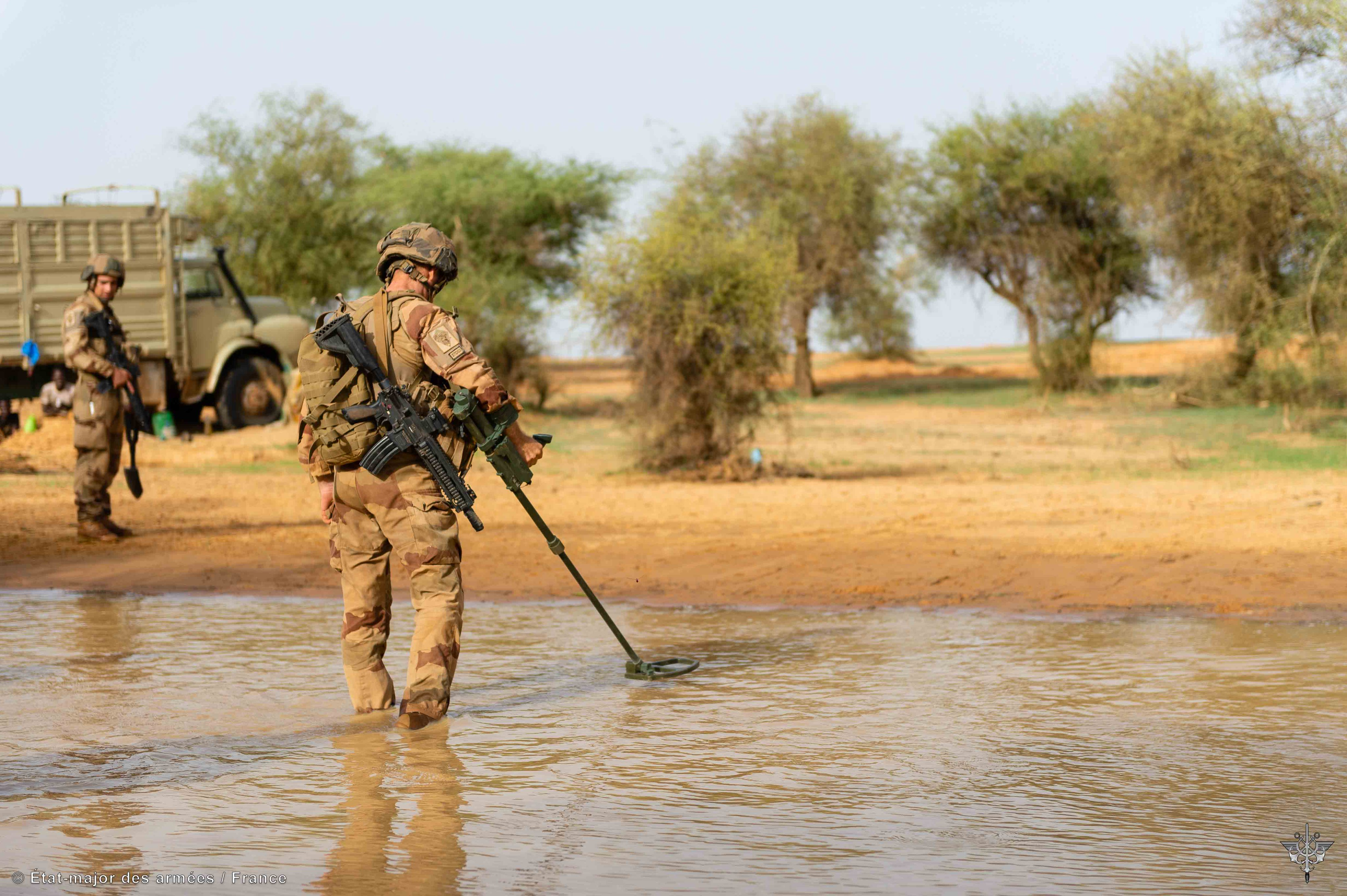
Sapeur de l'armée française au Sahel, en juillet 2022.

Entre le 16 et le 23 janvier 2022, les forces burkinabè et les forces françaises de Barkhane mènent une opération dans les régions de Gorom-Gorom et Djibo et tuent près de 60 djihadistes lors de quatre actions.
Le 22 janvier, un militaire du 54e régiment d'artillerie est tué et neuf autres sont blessés dans une attaque au mortier contre le camp militaire de Gao.
Début mars, l'armée malienne et les forces franco-estoniennes de la Task Force Takuba mènent une opération dans la région située entre Ansongo et Ménaka, au Mali. Dans la nuit du 31 janvier au 1er février, une dizaine de djihadistes de l'EIGS sont découverts entre Indelimane et la vallée d'Erangan, et plusieurs d'entre eux sont tués. Le 1er février, les Maliens abattent trois djihadistes près d'Inlaglaou. Le 3 février, une vingtaine d'hommes de l'EIGS sont tués par des frappes de Mirage 2000 au nord-ouest d'Indelimane. Le 5 février, deux terroristes à motos sont abattus à Imenas par des militaires maliens. Au total, environ 30 djihadistes trouvent la mort lors de ces opérations,,,.
Au Burkina Faso, dans la nuit du 7 au 8 février, les forces françaises attaquent un campement djihadiste à une cinquantaine de kilomètres au nord-ouest d'Ouahigouya et abattent une dizaine d'hommes d'Ansarul Islam. Quatre civils trouvent également la mort lors des échanges de tirs. Les Français ne comptent ni mort ni blessé.
Le 8 et le 10 février, trois attaques à la bombe dans le parc national du W du Bénin visent les gardes forestiers d'African Parks Network (APN), faisant 9 morts — dont cinq forestiers, deux agents civils de l'APN, un agent des forces armées béninoises et un instructeur et ancien militaire français — et 12 blessés,. L'armée française engage alors ses forces aériennes pour retrouver les assaillants et localise une colonne de djihadistes à motos le 10 février, à la frontière entre le Bénin et le Burkina Faso,,,. Une première frappe est effectuée par un drone Reaper près de Diapaga, en territoire burkinabè, puis le lendemain une patrouille de chasseurs Mirage 2000 effectue de nouveaux bombardements,,,. Au total, 40 djihadistes sont tués dans ces frappes,,,.
Dans la nuit du 25 au 26 février 2022, à une centaine de kilomètres au nord de Tombouctou, Yahia Djouadi, un haut commandant d'AQMI est tué lors d'une opération française,.
Entre le 26 et le 31 mars, l'armée française mène deux opérations dans le Liptako. Elle revendique la neutralisation d'une trentaine de djihadistes, dont une quinzaine de l'EIGS et une quinzaine du GSIM, parmi lesquels un chef, Boubakar Banon, à la suite d'une frappe de drone alors qu'il circulait à moto près de Gossi.
Le 19 avril, dans le cadre de la fin de l'opération Barkhane, l’armée française quitte la base de Gossi et la remet aux Forces armées maliennes (FAMa). Le 21 avril 2022, un compte Twitter nommé « Dia Diarra » publie des images floutées de cadavres partiellement enfouis dans le sable, incriminant l'armée française pour ce charnier. En réponse, cette dernière révèle le 22 avril avoir filmé la veille, par des moyens aériens, ce qu’elle affirme être des membres du groupe Wagner en train d’enterrer des corps près de la base de Gossi, là où les cadavres ont été filmés. Sur les vidéos publiées par l'armée française, on peut voir les personnes en train de filmer les images de cadavres précédemment diffusées sur le compte Twitter, compte suspecté d'avoir été créé de toutes pièces par le groupe Wagner pour imputer un massacre aux forces françaises, et les crimes sont imputés au groupe lui-même,. Selon l’armée française, les cadavres « pourraient provenir de l’opération menée par Wagner et l’armée malienne à Hombori, le 19 avril, où près de 600 personnes ont été arrêtées » à la suite du décès d'un mercenaire de Wagner.
Dans la nuit du 11 au 12 juin 2022, dans un campement près de Tessit, les Français capturent Oumeya Ould Albakaye, un haut commandant de l'État islamique dans le Grand Sahara. Il est présenté par l'armée française comme le chef de l'EIGS dans le Gourma malien et l'Oudalan, au nord du Burkina Faso. Le raid est mené par hélicoptère après des combats entre le Groupe de soutien à l'islam et aux musulmans et l'État islamique dans le Grand Sahara.
En août 2022, l'armée française achève son retrait total du Mali et évacue sa dernière base à Gao pour se retirer à Niamey. Le 13 août, des militaires de la 13e demi-brigade de Légion étrangère surprennent un petit groupe de djihadistes de l'État islamique dans le Grand Sahara près de la localité Tassiga, à une quarantaine de kilomètres de la frontière nigérienne. Aucun militaire français n'est touché et deux djihadistes sont tués dans ce dernier accrochage au Mali.

### Fin de l'opération Barkhane au Mali
Le 3 juin 2021, dix jours après un nouveau coup d'État, la France suspend sa coopération militaire avec l'armée malienne,.
Le 10 juin, le président Emmanuel Macron annonce la fin de l’opération Barkhane « en tant qu’opération extérieure pour permettre une opération d’appui, de soutien et de coopération aux armées des pays de la région qui le souhaitent ». Cette annonce s'inscrit dans une volonté politique de la France de réduire à moyen terme sa présence militaire dans la zone, tout en s'appuyant sur la montée en puissance du groupement de forces spéciales européennes Takuba qu'elle a initiée et qui rassemble 600 hommes au Mali.
Les forces françaises se retirent de Kidal le 13 octobre, de Tessalit le 15 novembre, et de Tombouctou le 14 décembre. Dès début janvier 2022, des instructeurs de l'armée russe et des mercenaires du Groupe Wagner s'installent dans la base militaire de Tombouctou. Leur présence dans cette région d'Afrique « coïncide avec les intérêts stratégiques et économiques de la Russie »,, le groupe Wagner est lié à Evgueni Prigojine qui est un proche de Vladimir Poutine. Le développement du partenariat entre les intérêts russes et les autorités maliennes est présenté par Jean-Yves Le Drian comme un obstacle à la Task Force Takuba.
Le 17 février, la France, les pays européens engagés dans la Task Force Takuba et le Canada annoncent officiellement leur décision de retirer leurs forces du Mali. Le président français Emmanuel Macron déclare à cette occasion : « Nous ne pouvons rester engagés militairement aux côtés d'autorités de fait dont nous ne partageons ni la stratégie ni les objectifs cachés ».
Le 13 juin, les Français se retirent de la base militaire de Ménaka. Deux jours plus tard, plusieurs dizaines de mercenaires russes du Groupe Wagner s'y installent,.
Le 15 août 2022, la base militaire de Gao est évacuée et les derniers soldats français encore présents au Mali quittent le pays,. De même que les autres bases militaires, le camp de Gao est aussitôt investi par le Groupe Wagner,.
Le jour même du départ des dernières forces françaises, le ministre des Affaires étrangères maliennes, Abdoulaye Diop, adresse une lettre au Conseil de sécurité de l'ONU, accusant la France de soutenir des armes et des renseignements aux groupes terroristes,. Il demande une réunion d'urgence et menace d'utiliser la force en cas d'incursion des troupes françaises sur le sol malien,,. La France répond alors que « La junte franchit un palier dans le rocambolesque et l’invraisemblable en portant des accusations évidemment sans fondement ».

## Coût
La France a consacré un budget annuel de près d'un milliard d'euros à l'opération.

## Pertes

### Pertes françaises et alliées
Selon un rapport de la division des droits de l'homme (DDH), de juin 2014 à août 2015, 55 attaques asymétriques commises par des djihadistes sont dénombrées dans la région de Kidal, elles font 26 morts, dont huit civils maliens, treize soldats de la MINUSMA, un soldat français et quatre rebelles du MNLA.
D'août 2015 à mars 2016, l'armée française perd sept véhicules à cause des mines et des IED — VAB, VPS, PPT et PVP — et un hélicoptère Gazelle accidenté.
Des bilans sont donnés par l'ONU sur les pertes de la force Barkhane :
- Avril-juin 2016 : 3 morts et 16 blessés[407]
- Juin 2016-juin 2017 : 2 morts et 11 blessés[407]
- Avril-juin 2017 : aucun mort et 2 blessés[408]
- Octobre-décembre 2017 : aucun mort et 17 blessés[408],[409]
- Janvier-mars 2018 : 2 morts et 4 blessés[410],[411]
- Avril-juin 2018 : aucun mort et 10 blessés[411].
- Juillet-septembre 2018 : aucun mort ou blessé[412]
- Octobre-décembre 2018 : non précisé

### Pertes des djihadistes
Au 10 juillet 2015, l'armée française indique avoir fouillé 150 caches et avoir saisi et détruit 25 véhicules, 80 appareils électroniques (GPS, ordinateurs, téléphones et postes radio) et 20 tonnes de munitions, dont : 2 000 obus, 680 grenades, roquettes et fusées, 25 EEI et mines, 210 détonateurs et commandes d’EEI, 30 mortiers, mitrailleuses et lance-roquettes. Elle s'est également emparée de 3 500 kg de drogue.
En mars 2016, le général Bernard Barrera déclare : « depuis le début de Barkhane, 140 terroristes ont été mis hors de combat ; 98 d’entre eux ont été capturés et remis aux différentes armées nationales ». Selon le général Berthous, plus d'une centaine de terroristes sont arrêtés au Mali et au Niger entre août 2015 et août 2016. D'après l'état-major de l'armée française, plus de 200 « terroristes » ont été mis hors de combats — tués ou capturés — de juillet 2014 à juillet 2016. Pour l'ensemble de l'année 2016, le bilan est de près de 150 insurgés tués ou faits prisonniers,.
En juillet 2017, le bilan passe à 400 djihadistes mis hors combat depuis le début de l'opération.
En février 2018, la ministre des Armées Florence Parly donne un bilan de 450 djihadistes « neutralisés », dont 120 tués et 150 prisonniers remis aux autorités maliennes lors des douze derniers mois. Début juillet 2018, le général Bruno Guibert, commandant de la force Barkhane, déclare que 120 terroristes ont été mis hors de combat depuis le début de l'année.
Le 20 février 2019, la ministre Florence Parly annonce que les forces françaises ont « neutralisé » plus de 600 djihadistes depuis le début de l'opération, dont 200 pour la seule année 2018.
Lors de six premiers mois de l'année 2020, au moins 600 djihadistes sont éliminés par l'armée française
En février 2022, le site d'informations Mediapart affirme avoir calculé qu'au moins 2 800 djihadistes ont été tués au Sahel par les troupes françaises depuis 2013 dont 600 dans les premiers mois de l'opération Serval et 2 223 depuis le début de l'année 2014.

## Opinions sur Barkhane

### Opinion au Mali

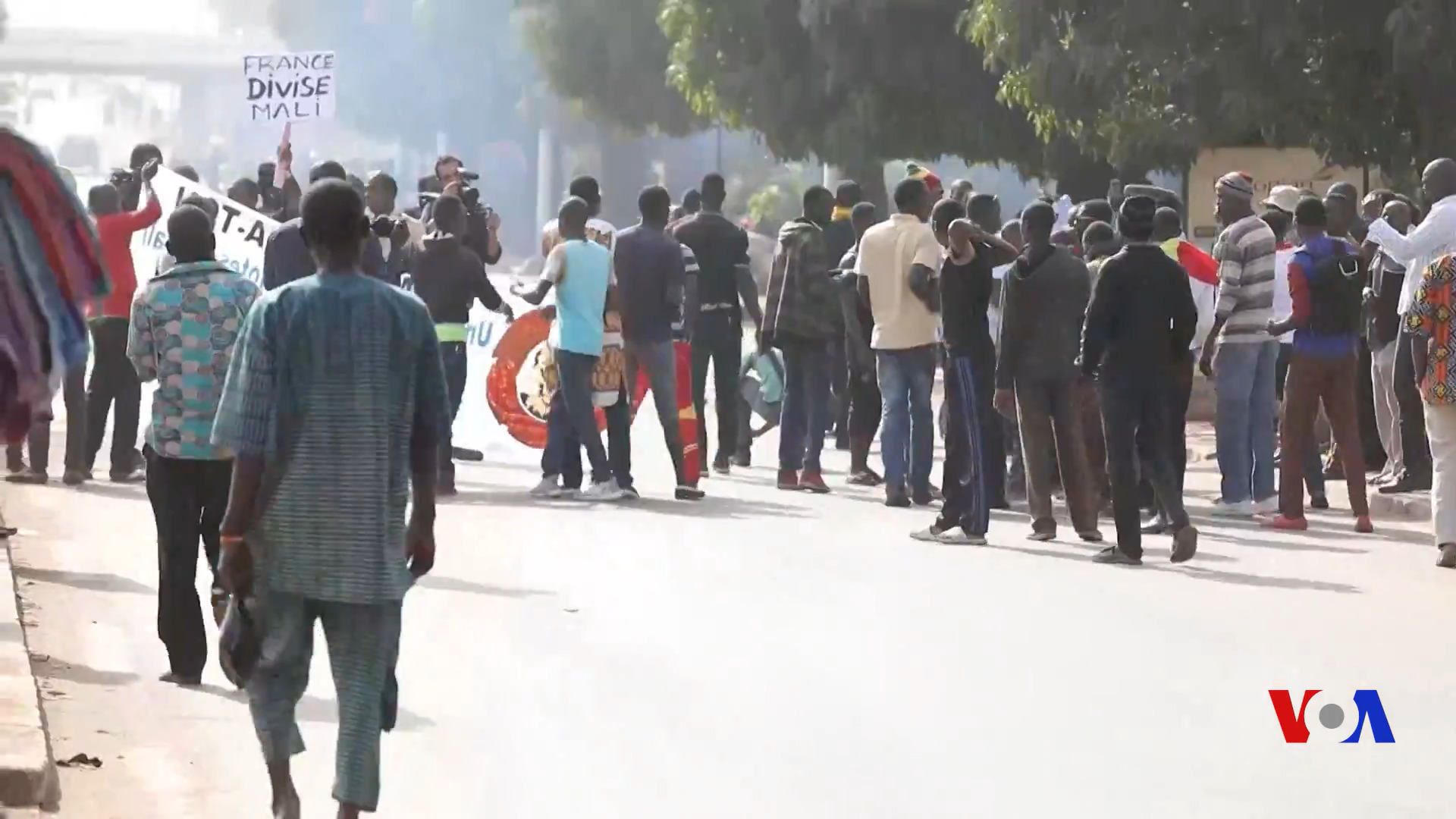
Manifestation à Bamako contre l'opération Barkhane, le 15 janvier 2018.

Dès 2013, la prise de Kidal par les rebelles indépendantistes touaregs du MNLA et la collaboration de l'armée française avec ces derniers lors d'opérations contre les djihadistes provoquent de fortes animosités dans le sud du Mali. La reconquête de Kidal devient alors une obsession pour les « patriotes » maliens. Mais dans le nord, les habitants favorables à la rébellion se méfient également des forces françaises qui restent les alliées de l'armée malienne,. Des membres de groupes armés touaregs — MNLA, MSA ou GATIA — critiquent le manque de reconnaissance de la part de la France, qui a selon eux occulté leur rôle et passé sous silence leurs aides dans la lutte contre les djihadistes,. Au fil des années, les critiques s'accentuent avec l'incapacité des forces françaises à venir à bout des groupes djihadistes.
Selon Aurélien Tobie, chercheur et chargé de mission en faveur de la paix au Mali pour l'Institut international de recherche sur la paix de Stockholm : « Entre 2013 et 2015, on a vu très rapidement après les signatures des accords de paix de Ouagadougou et Alger pour le Mali, que l’opinion malienne changeait vis-à-vis de la présence des troupes françaises. Les gens soutenaient l’opération Serval, mais ne comprenaient pas pourquoi cela se prolongeait par l’opération Barkhane. [...] Les habitants ont aussi eu le sentiment que la France “collaborait” avec des “ennemis” du Mali, comme le MNLA, avec des alliances sur le terrain ».
En 2017, une étude intitulée « Mali-Mètre » est menée par la Fondation Friedrich-Ebert au Mali sur le niveau de satisfaction de l'Opération Barkhane :
- 48,6 % des sondés déclarent être satisfaits du travail mené par Barkhane au Mali (dont 13,2 % très satisfaits et 35,6 % plutôt satisfaits) contre 36 % (dont 16,6 % de plutôt insatisfaits et 19,8 % de très insatisfaits)[425] ;
- La majorité des sondés des villes de Koulikoro (66,9 %), Mopti (76 %), Tombouctou (67,7 %), Gao (87,7 %), Ménaka (84,8 %) et Taoudeni (61,2 %) affirment être satisfaits de l'opération Barkhane[425] ;
- La majorité des sondés des villes de Kayes (67,6 %), Kidal (72 %) et Bamako (52,6 %) affirment au contraire être insatisfaits de l'opération Barkhane[425].

Selon Aurélien Tobie, il y a des divergences d'opinions entre le nord et le sud du pays : « On s’est rendu compte que les gens en contact avec les forces de la Minusma et Barkhane dans le nord du pays approuvaient bien plus leurs actions car ils voient des retombées dans leur quotidien (projets de développement, soins à l’hôpital etc). À l'inverse, les personnes que nous avons interrogées dans le sud du Mali, qui ont généralement un niveau plus élevé d'éducation mais sont aussi plus loin de la zone de conflit, étaient beaucoup plus critiques envers les troupes françaises ou des Nations unies ».
La première manifestation contre la France a lieu le 23 novembre 2013 à Bamako, où elle rassemble un millier de personnes. Des manifestations contre la présence militaire française se poursuivent par la suite ponctuellement au sud du Mali, rassemblant régulièrement plusieurs centaines ou plusieurs milliers de personnes à Bamako, Kati et Kayes,. En tête des cortèges figurent notamment l'association du « Groupe des patriotes du Mali » (GPM), qui réclame une intervention de la Russie, et le parti politique Sadi d'Oumar Mariko,. Bien plus influent que les groupes patriotiques et capable de rassembler plusieurs dizaines de milliers de Maliens lors de ses meetings, l'imam Mahmoud Dicko, président du Haut Conseil islamique malien, déclare le 12 décembre 2015, à la grande Mosquée de Bamako, que le djihadisme est une « création des Occidentaux » et de la France afin de « recoloniser le Mali »,. Cependant il modère par la suite ses propos et déclare notamment en décembre 2019 : « Il est trop facile de tomber sur les Français. Les problèmes des Maliens, ce sont d’abord les leurs ».
Le président malien Ibrahim Boubacar Keïta critique les manifestations anti-françaises — auxquelles prennent part des députés de son parti, le Rassemblement pour le Mali — et déclare notamment le 31 décembre 2019 : « Les Forces étrangères présentes dans notre pays sont nos alliés dans cette guerre tragique qui nous est imposée. Nous ne gagnerons pas cette guerre en nous trompant d'ennemi et en faisant le jeu des hordes terroristes ».
Le passé colonial de la France et la politique dite de la « Françafrique » ont également eu des effets sur les perceptions des populations. Selon le Groupe de recherche et d'information sur la paix et la sécurité (GRIP), une opinion répandue au Niger, au Mali, ou Burkina Faso est que la France masque ses véritables objectifs dans le Sahel ; de nombreux habitants accusant même Paris d'avoir volontairement déstabilisé le Sahel en renversant en Libye le colonel Kadhafi, par ailleurs populaire dans cette région : « Selon nombre de Nigériens, la France ne penserait qu’à ses propres intérêts, au détriment de la souveraineté du pays et sans recherche de réciprocité. Son intervention militaire au Sahel ne répondrait pas aux causes profondes de la déstabilisation de la région et contribuerait à la maintenir dans le sous-développement. En outre, Français et Américains mentiraient sur les raisons de leur présence, allant jusqu’à entretenir une violence servant leurs intérêts ». Cependant si certains mouvements de la société civile accusent la France de « partialité » et dénoncent un manque de « transparence », tous ne sont pas pour autant favorables à un départ immédiat de l'armée française.
Des critiques sont également formulées par des habitants au Mali pour le manque de protection aux individus ayant collaboré avec les Français, qui deviennent des cibles d'assassinats. Pour Denia Chebli, Doctorante à Paris-I Panthéon-Sorbonne et membre du programme européen Social Dynamics of Civil Wars : « Du point de vue des habitants du Nord-Mali, la présence des forces internationales a multiplié les tensions. D’abord, les méthodes d’arrestations de l’opération Barkhane font problème : les suspects sont directement transférés à Gao ou à Bamako sans communications avec leur famille ». Enfin le manque de résultats de l'opération Barkhane, qui ne diminue pas le niveau des violences, suscitent également des critiques.
En 2017, Corinne Dufka, directrice adjointe pour le programme Afrique de Human Rights Watch, estime que « Paris, comme les puissances régionales prêtent beaucoup trop d'attention à l'aspect militaire de la lutte contre les djihadistes, pas assez au terreau qui l'alimente ».
En juin 2019, alors que les violences inter-communautaires s'aggravent dans le centre du Mali, un ancien ministre malien déclare anonymement à Libération que le « sentiment antifrançais » est à son « paroxysme » au Mali : « Des théories du complot fleurissent partout. Bientôt, on accusera la France d’être responsable des inondations. Alors que c’est l’inertie de nos propres dirigeants qui est d’abord en cause. Lesquels se contentent de réactions d’indignation sans que rien ne change ».
Des officiels français, dont le président Emmanuel Macron lui-même, attribuent ces contestations à une « campagne de désinformation » menée par une puissance concurrente, incriminant ainsi, sans la nommer, la Russie.
Certains gouvernements, notamment celui de Côte d'Ivoire, ont expulsé des personnes qui avaient critiqué l'action de la France dans la région.
En juin 2021, une nouvelle étude « Mali-Mètre » est publiée par la Fondation Friedrich-Ebert. Le sondage est réalisé entre le 8 et le 26 mars auprès de 2 258 personnes réparties dans les onze capitales régionales du pays. À Bamako, la capitale, épargnée par le conflit, trois personnes sur cinq se disent insatisfaites du travail de « Barkhane », contre seulement une sur cinq dans la région de Gao, épicentre du conflit. Selon Lamine Savane, enseignant-chercheur à l'université de Ségou : « Le fait que les populations les moins confrontées à “Barkhane” et aux réalités de son action soient les plus critiques souligne une certaine instrumentalisation du sentiment antifrançais par les mouvements politiques [...] Les politiques maliens invectivent la France et poussent les Bamakois à manifester contre sa présence pour que leur propre responsabilité dans cette crise soit moins scrutée ».

### Opinion en France
Selon un sondage réalisé par l'IFOP et publié le 2 décembre 2019, 58 % des Français se déclarent favorables au maintien des troupes au Mali. Politiquement, les partisans de La République en marche et du MoDem sont les plus favorables à l'intervention (77 % pour), tandis que les partisans du Rassemblement national et de La France insoumise sont les moins favorables (48 % pour).

### Analyses
En octobre 2018, une mission parlementaire comprenant des députés de la majorité présidentielle et de différents partis d'opposition se rend au Mali et au Niger. Selon le Canard Enchaîné, lors de leur compte rendu devant la commission de la Défense de l'Assemblée nationale, les députés ne « cachent pas leur désarroi ». Le chef d'État-Major des armées, le général François Lecointre, déclare pour sa part en février 2018 : « Je ne pense pas qu'il soit possible de régler le problème au Mali en moins de dix à quinze ans, si tant est que nous le puissions. L'évolution de la situation au Mali n'est guère satisfaisante et nous n'en partirons pas demain, sans qu'il s'agisse pour autant d'un enlisement ».
L'historien militaire Michel Goya déclare en 2019 : « La force Barkhane se retrouve environnée d’un chaos croissant contre lequel elle ne peut pas grand-chose. [...] Pour autant, si Barkhane n’était pas là, ce chaos serait bien plus important. Barkhane est comme une clé de voûte, bloquée mais indispensable ».
En juillet 2019, Rémi Carayol note dans Le Monde diplomatique la priorité donnée à des choix militaires au détriment d'actions diplomatiques. Il s'inquiète de l'incapacité du président malien réélu Ibrahim Boubacar Keïta à rétablir son autorité et les services publics dans le pays, où se développent des violences intercommunautaires, ce qui alimente la montée des violences au Mali et dans les pays voisins.
Renaud Girard considère, début janvier 2021, qu'au bout de huit ans, l'opération Barkhane n'a pas obtenu de « résultat patent ». Si, selon lui, il serait absurde de précipiter le départ des forces françaises, le pouvoir français doit prévenir les États africains qu’il leur appartient de gérer leur propre sécurité. En 2022, Ouest-France juge que « malgré d’indéniables succès tactiques, le bilan reste globalement négatif au regard des objectifs affichés lors du lancement de Barkhane en juillet 2014. » D'autres médias évoquent un « bilan militaire est en demi-teinte », « médiocre » ou encore un « départ par la petite porte ». Pour La Croix, l'opération « n’a pas éradiqué le terrorisme ni stabilisé le pays », Deutsche Welle notant également que la problématique du terrorisme n'a pas été résolue.
Le 7 août 2023, 94 sénateurs français ont adressé une lettre ouverte au président Emmanuel Macron où ils regrettent « l'échec de l'opération Barkhane » et « l'effacement de la France » en Afrique. Les signataires, menés par les LR Roger Karoutchi, Bruno Retailleau et Christian Cambon, demandent au président de revoir sa stratégie.

### Vidéographie
- (fr) [vidéo] Opération Barkhane : au cœur de la coopération (Jdef), par le Ministère de la Défense.
- (fr) [vidéo] Barkhane, la guerre des sables, Le Document d'iTELE, 14 juillet 2015.
- (fr) [vidéo] Opération Barkhane : l'armée française s'installe au fort de Madama, France 24, 10 août 2015.
- (fr) [vidéo] Julie Dungelhoeff et Luke Brown, Avec les soldats de l'opération Barkhane, au cœur de la lutte anti-terroriste au Sahel, France 24, 28 août 2015.
- (fr) [vidéo] Nord-Mali, la guerre au peigne fin, Le Document d'iTELE, 3 décembre 2015.
- (fr) [vidéo] Vidéo : avec l’armée française qui traque les djihadistes dans le désert malien, France 24, 13 avril 2016.
- (fr) [vidéo] La Légion étrangère, l'exception française #Reporters, France 24, 28 avril 2018.
- (fr) [vidéo] Ava Djamshidi, Avec les soldats de la force Barkhane, dans l’enfer djihadiste du sanctuaire de Tofagala, Le Parisien, 17 novembre 2019.